# L'isola dei famosi
L'isola dei famosi es la versión italiana del reality show Celebrity Survivor, que a su vez deriva de la serie de televisión sueca Expedition Robinson creada por Charlie Parsons en 1997. La versión italiana se emitió en Rai 2 del 19 de septiembre de 2003 al 5 de abril de 2012, mientras que el programa se emite en Canale 5 desde el 2 de febrero de 2015.
El reality show se transmite en vivo en horario de máxima audiencia en Canale 5 para el episodio de la noche, mientras que Italia 1 se une a esta última cadena para las tiras diurnas. En La5 y en Mediaset Extra se emite en cambio el horario diurno de la décima edición con la incorporación de material inédito, con el título de L'isola dei famosi - Extended Edition.
Las ocho primeras ediciones del programa se emitieron en Rai 2 con la conducción de Simona Ventura, mientras que la novena edición estuvo a cargo de Nicola Savino (que ya había sustituido a Ventura en la octava edición del 29 de marzo de 2011). El 5 de abril de 2012 el reality show fue cancelado de la programación de la Rai, en 2015 Mediaset adquirió los derechos para emitirlo en Canale 5 a partir del 2 de febrero del mismo año, presentándose Alessia Marcuzzi hasta el 1 de abril de 2019 (del diez a la decimocuarta edición), mientras que a partir del 15 de marzo de 2021 al 19 de junio de 2023 (de la decimoquinta a la decimoséptima edición) la conducción había pasado pasado a Ilary Blasi.

## El programa

### Formato
En L'isola dei famosi, un grupo de concursantes pertenecientes al mundo del espectáculo (de la quinta a la octava edición, en las ediciones decimotercera y decimocuarta se sumó también uno de personas ajenas al mundo televisivo) deben poder sobrevivir en una isla desierta sin ninguna comodidad (tienen que construir un refugio, encender una fogata, conseguir comida, etc.). Los concursantes disponen de un kit básico de supervivencia que, gracias a unas pruebas colectivas, podrán enriquecer con nuevos objetos.
Una vez a la semana se lleva a cabo la prova leader (o prova immunità) para determinar el líder de la semana, un competidor que se vuelve inmune a la eliminación en el próximo episodio.
Cada semana, en directo, tienen lugar las nominaciones mediante las cuales los concursantes, tras un reto de televoto, son eliminados progresivamente. Los concursantes que van al televoto son los más votados (o los dos más votados) por los concursantes y el nominado por el líder (que en ocasiones también puede votar).
Durante el reality show, nuevos náufragos pueden ingresar al juego y los concursantes pueden retirarse del juego, solo para ser reemplazados (excepto en la décima edición, donde no hubo reemplazos).
Además, en algunas ediciones del reality show, los competidores se dividían en varios equipos, que competían por la victoria, para luego restablecer la competencia individual en las últimas semanas (como ocurre en el formato original).
A los concursantes eliminados a veces se les ofrece la oportunidad de volver a unirse al juego sin que los demás lo sepan. De hecho, en la historia del programa se ha propuesto muchas veces el mecanismo de L'ultima spiaggia (en el que los concursantes debían aceptar vivir solos en otra isla, bajo pena de eliminación del programa), y en la novena edición, además, se proponía a los eliminados de la categoría Eroi trasladarse a la playa donde vivía el equipo contrario (es decir, los Eletti). Finalmente, en la décima edición se presentó Playa Desnuda, en la que se proponía a los concursantes eliminados trasladarse a otra isla y vivir allí sin ropa y con una equipación más limitada. A pesar de estos expedientes, los competidores retirados de la isla principal todavía corren el riesgo de ser eliminados en caso de nuevas eliminaciones, y solo uno de ellos puede ser rescatado para la final.
Los últimos concursantes restantes compiten por el premio en metálico para el primer clasificado. La mitad del premio se dona a la caridad.

### Locaciones y estudios de televisión
Las tres primeras ediciones tuvieron como sede la República Dominicana, específicamente la península de Samaná. De la cuarta a la sexta edición, el programa se trasladó a Cayos Cochinos, Honduras. Debido a un golpe de Estado la séptima edición se llevó a cabo en Corn Island, Nicaragua, para volver a Honduras de la octava edición. En cuanto a las transmisiones semanales en vivo, los estudios de televisión con sus platós han cambiado muchas veces.
| Ubicación                     | Ediciones | Ediciones | Ediciones | Ediciones | Ediciones | Ediciones | Ediciones | Ediciones | Ediciones | Ediciones | Ediciones | Ediciones | Ediciones | Ediciones | Ediciones | Ediciones | Ediciones | Total |
| Ubicación                     | 1         | 2         | 3         | 4         | 5         | 6         | 7         | 8         | 9         | 10        | 11        | 12        | 13        | 14        | 15        | 16        | 17        | Total |
| ----------------------------- | --------- | --------- | --------- | --------- | --------- | --------- | --------- | --------- | --------- | --------- | --------- | --------- | --------- | --------- | --------- | --------- | --------- | ----- |
| Samaná (República Dominicana) |           |           |           |           |           |           |           |           |           |           |           |           |           |           |           |           |           | 3     |
| Cayos Cochinos (Honduras)     |           |           |           |           |           |           |           |           |           |           |           |           |           |           |           |           |           | 13    |
| Isla del Maíz (Nicaragua)     |           |           |           |           |           |           |           |           |           |           |           |           |           |           |           |           |           | 1     |

| Estudiar                                                           | Ediciones | Ediciones | Ediciones | Ediciones | Ediciones | Ediciones | Ediciones | Ediciones | Ediciones | Ediciones | Ediciones | Ediciones | Ediciones | Ediciones | Ediciones | Ediciones | Ediciones | Total |
| Estudiar                                                           | 1         | 2         | 3         | 4         | 5         | 6         | 7         | 8         | 9         | 10        | 11        | 12        | 13        | 14        | 15        | 16        | 17        | Total |
| ------------------------------------------------------------------ | --------- | --------- | --------- | --------- | --------- | --------- | --------- | --------- | --------- | --------- | --------- | --------- | --------- | --------- | --------- | --------- | --------- | ----- |
| Estudio 3 del centro de producción Rai en Corso Sempione en Milán  |           |           |           |           |           |           |           |           |           |           |           |           |           |           |           |           |           | 3     |
| Estudio 2000 del centro de producción Rai en Via Mecenate en Milán |           |           |           |           |           |           |           |           |           |           |           |           |           |           |           |           |           | 5     |
| Estudio 1 del centro de producción Rai en Via Mecenate en Milán    |           |           |           |           |           |           |           |           |           |           |           |           |           |           |           |           |           | 1     |
| Estudio 20 del centro de producción de Mediaset en Cologno Monzese |           |           |           |           |           |           |           |           |           |           |           |           |           |           |           |           |           | 4     |
| Estudios Le Robinie (Cologno Monzese)                              |           |           |           |           |           |           |           |           |           |           |           |           |           |           |           |           |           | 4     |

## Elenco

### Conductores
| Conducción       | Ediciones | Ediciones | Ediciones | Ediciones | Ediciones | Ediciones | Ediciones | Ediciones | Ediciones | Ediciones | Ediciones | Ediciones | Ediciones | Ediciones | Ediciones | Ediciones | Ediciones | Total |
| Conducción       | 1         | 2         | 3         | 4         | 5         | 6         | 7         | 8         | 9         | 10        | 11        | 12        | 13        | 14        | 15        | 16        | 17        | Total |
| ---------------- | --------- | --------- | --------- | --------- | --------- | --------- | --------- | --------- | --------- | --------- | --------- | --------- | --------- | --------- | --------- | --------- | --------- | ----- |
| Simona Ventura   |           |           |           |           |           |           |           |           |           |           |           |           |           |           |           |           |           | 8     |
| Nicola Savino    |           |           |           |           |           |           |           |           |           |           |           |           |           |           |           |           |           | 2     |
| Alessia Marcuzzi |           |           |           |           |           |           |           |           |           |           |           |           |           |           |           |           |           | 5     |
| Ilary Blasi      |           |           |           |           |           |           |           |           |           |           |           |           |           |           |           |           |           | 3     |

### El enviado
| Enviado               | Ediciones | Ediciones | Ediciones | Ediciones | Ediciones | Ediciones | Ediciones | Ediciones | Ediciones | Ediciones | Ediciones | Ediciones | Ediciones | Ediciones | Ediciones | Ediciones | Ediciones | Total |
| Enviado               | 1         | 2         | 3         | 4         | 5         | 6         | 7         | 8         | 9         | 10        | 11        | 12        | 13        | 14        | 15        | 16        | 17        | Total |
| --------------------- | --------- | --------- | --------- | --------- | --------- | --------- | --------- | --------- | --------- | --------- | --------- | --------- | --------- | --------- | --------- | --------- | --------- | ----- |
| Marco Mazzocchi       |           |           |           |           |           |           |           |           |           |           |           |           |           |           |           |           |           | 1     |
| Massimo Caputi        |           |           |           |           |           |           |           |           |           |           |           |           |           |           |           |           |           | 2     |
| Paolo Brosio          |           |           |           |           |           |           |           |           |           |           |           |           |           |           |           |           |           | 1     |
| Francesco Facchinetti |           |           |           |           |           |           |           |           |           |           |           |           |           |           |           |           |           | 2     |
| Filippo Magnini       |           |           |           |           |           |           |           |           |           |           |           |           |           |           |           |           |           | 1     |
| Rossano Rubicondi     |           |           |           |           |           |           |           |           |           |           |           |           |           |           |           |           |           | 1     |
| Daniele Battaglia     |           |           |           |           |           |           |           |           |           |           |           |           |           |           |           |           |           | 1     |
| Vladimir Luxuria      |           |           |           |           |           |           |           |           |           |           |           |           |           |           |           |           |           | 1     |
| Alvin                 |           |           |           |           |           |           |           |           |           |           |           |           |           |           |           |           |           | 5     |
| Stefano Bettarini     |           |           |           |           |           |           |           |           |           |           |           |           |           |           |           |           |           | 1     |
| Stefano De Martino    |           |           |           |           |           |           |           |           |           |           |           |           |           |           |           |           |           | 1     |
| Maximiliano Rosolino  |           |           |           |           |           |           |           |           |           |           |           |           |           |           |           |           |           | 1     |

### Comentaristas
| Comentarista                 | Ediciones | Ediciones | Ediciones | Ediciones | Ediciones | Ediciones | Ediciones | Ediciones | Ediciones | Ediciones | Ediciones | Ediciones | Ediciones | Ediciones | Ediciones | Ediciones | Ediciones | Total |
| Comentarista                 | 1         | 2         | 3         | 4         | 5         | 6         | 7         | 8         | 9         | 10        | 11        | 12        | 13        | 14        | 15        | 16        | 17        | Total |
| ---------------------------- | --------- | --------- | --------- | --------- | --------- | --------- | --------- | --------- | --------- | --------- | --------- | --------- | --------- | --------- | --------- | --------- | --------- | ----- |
| Alfonso Signorini            |           |           |           |           |           |           |           |           |           |           |           |           |           |           |           |           |           | 5     |
| Pierluigi Diaco              |           |           |           |           |           |           |           |           |           |           |           |           |           |           |           |           |           | 2     |
| Selvaggia Lucarelli          |           |           |           |           |           |           |           |           |           |           |           |           |           |           |           |           | 1         |       |
| Andrea G. Pinketts           |           |           |           |           |           |           |           |           |           |           |           |           |           |           |           |           | 1         |       |
| Maria Venturi                |           |           |           |           |           |           |           |           |           |           |           |           |           |           |           |           | 1         |       |
| Luca Giurato                 |           |           |           |           |           |           |           |           |           |           |           |           |           |           |           |           |           | 2     |
| Antonio Mazzi                |           |           |           |           |           |           |           |           |           |           |           |           |           |           |           | 1         |           |       |
| Aldo Biscardi                |           |           |           |           |           |           |           |           |           |           |           |           |           |           |           | 1         |           |       |
| Sandro Mayer                 |           |           |           |           |           |           |           |           |           |           |           |           |           |           |           | 2         |           |       |
| Bruno Vespa                  |           |           |           |           |           |           |           |           |           |           |           |           |           |           |           | 1         |           |       |
| Giada De Blanck              |           |           |           |           |           |           |           |           |           |           |           |           |           |           |           | 1         |           |       |
| Antonella Elia               |           |           |           |           |           |           |           |           |           |           |           |           |           |           |           |           |           | 1     |
| Michele Cucuzza              |           |           |           |           |           |           |           |           |           |           |           |           |           |           |           |           |           | 1     |
| Nancy Dell'Olio              |           |           |           |           |           |           |           |           |           |           |           |           |           |           |           |           |           | 1     |
| Nicola Savino                |           |           |           |           |           |           |           |           |           |           |           |           |           | 2         |           |           |           |       |
| Lory Del Santo               |           |           |           |           |           |           |           |           |           |           |           |           |           | 1         |           |           |           |       |
| Katia Ricciarelli            |           |           |           |           |           |           |           |           |           |           |           |           |           | 1         |           |           |           |       |
| Cesare Cadeo                 |           |           |           |           |           |           |           |           |           |           |           |           |           | 1         |           |           |           |       |
| Elena Santarelli             |           |           |           |           |           |           |           |           |           |           |           |           |           | 1         |           |           |           |       |
| Alessandro Meluzzi           |           |           |           |           |           |           |           |           |           |           |           |           |           | 1         |           |           |           |       |
| Michela Rocco di Torrepadula |           |           |           |           |           |           |           |           |           |           |           |           |           | 1         |           |           |           |       |
| Riccardo Rossi               |           |           |           |           |           |           |           |           |           |           |           |           |           | 1         |           |           |           |       |
| Antonio Mazza                |           |           |           |           |           |           |           |           |           |           |           |           |           | 1         |           |           |           |       |
| Fabio Canino                 |           |           |           |           |           |           |           |           |           |           |           |           |           | 1         |           |           |           |       |
| Maria Giovanna Elmi          |           |           |           |           |           |           |           |           |           |           |           |           |           | 1         |           |           |           |       |
| Alba Parietti                |           |           |           |           |           |           |           |           |           |           |           |           |           | 3         |           |           |           |       |
| Platinette                   |           |           |           |           |           |           |           |           |           |           |           |           |           | 1         |           |           |           |       |
| Alessandro Rostagno          |           |           |           |           |           |           |           |           |           |           |           |           |           | 1         |           |           |           |       |
| Mara Venier                  |           |           |           |           |           |           |           |           |           |           |           |           |           |           |           |           |           | 5     |
| Gianluca Nicoletti           |           |           |           |           |           |           |           |           |           |           |           |           |           | 1         |           |           |           |       |
| Alda D'Eusanio               |           |           |           |           |           |           |           |           |           |           |           |           | 2         |           |           |           |           |       |
| Pamela Prati                 |           |           |           |           |           |           |           |           |           |           |           |           |           |           |           |           |           | 1     |
| Adriano Aragozzini           |           |           |           |           |           |           |           |           |           |           |           |           |           |           |           |           |           | 1     |
| Antonia Dell'Atte            |           |           |           |           |           |           |           |           |           |           |           |           |           |           |           |           |           | 1     |
| Gabriella Sassone            |           |           |           |           |           |           |           |           |           |           |           |           |           |           |           |           |           | 1     |
| Rocco Barocco                |           |           |           |           |           |           |           |           |           |           |           |           |           |           |           |           |           | 1     |
| Monica Setta                 |           |           |           |           |           |           |           |           |           |           |           |           |           |           |           |           |           | 1     |
| Claudio Lippi                |           |           |           |           |           |           |           |           |           |           |           |           |           |           |           |           |           | 1     |
| Nadège du Bospertus          |           |           |           |           |           |           |           |           |           |           |           |           |           |           |           |           |           | 1     |
| Andrea Pucci                 |           |           |           |           |           |           |           |           |           |           |           |           |           |           |           |           |           | 1     |
| Cristiano Malgioglio         |           |           |           |           |           |           |           |           |           |           |           |           |           |           |           |           |           | 1     |
| Vladimir Luxuria             |           |           |           |           |           |           |           |           |           |           |           |           |           |           |           |           |           | 4     |
| Diego Passoni                |           |           |           |           |           |           |           |           |           |           |           |           |           |           |           |           |           | 1     |
| Lucilla Agosti               |           |           |           |           |           |           |           |           |           |           |           |           |           |           |           |           |           | 1     |
| Laura Barriales              |           |           |           |           |           |           |           |           |           |           |           |           |           |           |           |           |           | 1     |
| Nina Morić                   |           |           |           |           |           |           |           |           |           |           |           |           |           |           |           |           |           | 1     |
| Barbara De Rossi             |           |           |           |           |           |           |           |           |           |           |           |           |           |           |           |           |           | 1     |
| Daniele Bossari              |           |           |           |           |           |           |           |           |           |           |           |           |           |           |           |           |           | 1     |
| Gialappa's Band              |           |           |           |           |           | 2         |           |           |           |           |           |           |           |           |           |           |           |       |
| Iva Zanicchi                 |           |           |           |           |           |           |           |           |           |           |           |           |           |           |           |           |           | 1     |
| Elettra Lamborghini          |           |           |           |           |           |           |           |           |           |           |           |           |           |           |           |           |           | 1     |
| Tommaso Zorzi                |           |           |           |           |           |           |           |           |           |           |           |           |           |           |           |           |           | 1     |
| Enrico Papi                  |           |           |           |           |           |           |           |           |           |           |           |           |           |           |           |           |           | 1     |

## Ediciones
| Edición | Red de televisión | Conductor        | Período                  | Período                 | Apuestas | Días | Comentaristas     | Comentaristas      | Comentaristas       | Comentaristas                | Comentaristas        | Enviado               | Enviado               | Náufragos | Dirección        | Bote      | Ubicación                      | Ganadores          |
| Edición | Red de televisión | Conductor        | Comenzar                 | Din                     | Apuestas | Días | Comentaristas     | Comentaristas      | Comentaristas       | Comentaristas                | Comentaristas        | Enviado               | Enviado               | Náufragos | Dirección        | Bote      | Ubicación                      | Ganadores          |
| ------- | ----------------- | ---------------- | ------------------------ | ----------------------- | -------- | ---- | ----------------- | ------------------ | ------------------- | ---------------------------- | -------------------- | --------------------- | --------------------- | --------- | ---------------- | --------- | ------------------------------ | ------------------ |
| 1       | Rai 2             | Simona Ventura   | 19 de septiembre de 2003 | 14 de noviembre de 2003 | 9        | 57   | Alfonso Signorini | Pierluigi Diaco    | Selvaggia Lucarelli | Andrea G. Pinketts           | Maria Venturi        | Marco Mazzocchi       | Marco Mazzocchi       | 11        | Egidio Romio     | 200 000 € | Samaná (Repubblica Dominicana) | Walter Nudo        |
| 2       | Rai 2             | Simona Ventura   | 24 de septiembre de 2004 | 19 de noviembre de 2004 | 9        | 57   | Alfonso Signorini | Luca Giurato       | Antonio Mazzi       | Aldo Biscardi                | Sandro Mayer         | Massimo Caputi        | Massimo Caputi        | 13        | Egidio Romio     | 200 000 € | Samaná (Repubblica Dominicana) | Sergio Múñiz       |
| 2       | Rai 2             | Simona Ventura   | 24 de septiembre de 2004 | 19 de noviembre de 2004 | 9        | 57   | Bruno Vespa       | Bruno Vespa        | Giada De Blanck     | Giada De Blanck              | Giada De Blanck      | Massimo Caputi        | Massimo Caputi        | 13        | Egidio Romio     | 200 000 € | Samaná (Repubblica Dominicana) | Sergio Múñiz       |
| 3       | Rai 2             | Simona Ventura   | 21 de septiembre de 2005 | 16 de noviembre de 2005 | 9        | 57   | Antonella Elia    | Antonella Elia     | Antonella Elia      | Antonella Elia               | Antonella Elia       | Massimo Caputi        | Massimo Caputi        | 15        | Egidio Romio     | 200 000 € | Samaná (Repubblica Dominicana) | Lory Del Santo     |
| 4       | Rai 2             | Simona Ventura   | 13 de septiembre de 2006 | 8 de noviembre de 2006  | 9        | 57   | Nicola Savino     | Michele Cucuzza    | Nancy Dell'Olio     | Lory Del Santo               | Katia Ricciarelli    | Paolo Brosio          | Paolo Brosio          | 19        | Egidio Romio     | 200 000 € | Cayos Cochinos (Honduras)      | Luca Calvani       |
| 4       | Rai 2             | Simona Ventura   | 13 de septiembre de 2006 | 8 de noviembre de 2006  | 9        | 57   | Cesare Cadeo      | Elena Santarelli   | Alessandro Meluzzi  | Michela Rocco di Torrepadula | Riccardo Rossi       | Paolo Brosio          | Paolo Brosio          | 19        | Egidio Romio     | 200 000 € | Cayos Cochinos (Honduras)      | Luca Calvani       |
| 4       | Rai 2             | Simona Ventura   | 13 de septiembre de 2006 | 8 de noviembre de 2006  | 9        | 57   | Antonio Mazza     | Fabio Canino       | Maria Giovanna Elmi | Maria Giovanna Elmi          | Maria Giovanna Elmi  | Paolo Brosio          | Paolo Brosio          | 19        | Egidio Romio     | 200 000 € | Cayos Cochinos (Honduras)      | Luca Calvani       |
| 4       | Rai 2             | Simona Ventura   | 13 de septiembre de 2006 | 8 de noviembre de 2006  | 9        | 57   | Alba Parietti     | Platinette         | Alessandro Rostagno | Alessandro Rostagno          | Alessandro Rostagno  | Paolo Brosio          | Paolo Brosio          | 19        | Egidio Romio     | 200 000 € | Cayos Cochinos (Honduras)      | Luca Calvani       |
| 5       | Rai 2             | Simona Ventura   | 19 de septiembre de 2007 | 28 de noviembre de 2007 | 11       | 71   | Mara Venier       | Alfonso Signorini  | Sandro Mayer        | Gianluca Nicoletti           | Alda D'Eusanio       | Francesco Facchinetti | Francesco Facchinetti | 18        | Egidio Romio     | 200 000 € | Cayos Cochinos (Honduras)      | Manuela Villa      |
| 6       | Rai 2             | Simona Ventura   | 15 de septiembre de 2008 | 24 de noviembre de 2008 | 11       | 71   | Mara Venier       | Luca Giurato       | Luca Giurato        | Pamela Prati                 | Pamela Prati         | Filippo Magnini       | Filippo Magnini       | 23        | Egidio Romio     | 200 000 € | Cayos Cochinos (Honduras)      | Vladimir Luxuria   |
| 7       | Rai 2             | Simona Ventura   | 24 de febrero de 2010    | 5 de mayo de 2010       | 11       | 71   | Mara Venier       | Adriano Aragozzini | Antonia Dell'Atte   | Gabriella Sassone            | Pierluigi Diaco      | Rossano Rubicondi     | Francesco Facchinetti | 22        | Egidio Romio     | 200 000 € | Corn Island (Nicaragua)        | Daniele Battaglia  |
| 7       | Rai 2             | Simona Ventura   | 24 de febrero de 2010    | 5 de mayo de 2010       | 11       | 71   | Rocco Barocco     | Monica Setta       | Claudio Lippi       | Nadège du Bospertus          | Nadège du Bospertus  | Rossano Rubicondi     | Francesco Facchinetti | 22        | Egidio Romio     | 200 000 € | Corn Island (Nicaragua)        | Daniele Battaglia  |
| 7       | Rai 2             | Simona Ventura   | 24 de febrero de 2010    | 5 de mayo de 2010       | 11       | 71   | Andrea Pucci      | Andrea Pucci       | Andrea Pucci        | Cristiano Malgioglio         | Cristiano Malgioglio | Rossano Rubicondi     | Francesco Facchinetti | 22        | Egidio Romio     | 200 000 € | Corn Island (Nicaragua)        | Daniele Battaglia  |
| 8       | Rai 2             | Simona Ventura   | 14 de febrero de 2011    | 26 de abril de 2011     | 11       | 72   | Vladimir Luxuria  | Vladimir Luxuria   | Vladimir Luxuria    | Alba Parietti                | Alba Parietti        | Daniele Battaglia     | Daniele Battaglia     | 22        | Egidio Romio     | 200 000 € | Cayos Cochinos (Honduras)      | Giorgia Palmas     |
| 9       | Rai 2             | Nicola Savino    | 25 de enero de 2012      | 5 de abril de 2012      | 11       | 72   | Diego Passoni     | Lucilla Agosti     | Laura Barriales     | Nina Morić                   | Barbara De Rossi     | Vladimir Luxuria      | Vladimir Luxuria      | 20        | Egidio Romio     | 200 000 € | Cayos Cochinos (Honduras)      | Antonella Elia     |
| 10      | Canale 5          | Alessia Marcuzzi | 2 de febrero de 2015     | 23 de marzo de 2015     | 8        | 50   | Mara Venier       | Mara Venier        | Alfonso Signorini   | Alfonso Signorini            | Alfonso Signorini    | Alvin                 | Alvin                 | 14        | Roberto Cenci    | 100 000 € | Cayos Cochinos (Honduras)      | Le Donatella       |
| 11      | Canale 5          | Alessia Marcuzzi | 9 de marzo de 2016       | 9 de mayo de 2016       | 10       | 62   | Mara Venier       | Mara Venier        | Alfonso Signorini   | Alfonso Signorini            | Alfonso Signorini    | Alvin                 | Alvin                 | 18        | Roberto Cenci    | 100 000 € | Cayos Cochinos (Honduras)      | Giacobbe Fragomeni |
| 12      | Canale 5          | Alessia Marcuzzi | 31 de enero de 2017      | 11 de abril de 2017     | 11       | 72   | Vladimir Luxuria  | Vladimir Luxuria   | Vladimir Luxuria    | Vladimir Luxuria             | Vladimir Luxuria     | Stefano Bettarini     | Stefano Bettarini     | 14        | Roberto Cenci    | 100 000 € | Cayos Cochinos (Honduras)      | Raz Degan          |
| 13      | Canale 5          | Alessia Marcuzzi | 22 de enero de 2018      | 16 de abril de 2018     | 13       | 85   | Mara Venier       | Mara Venier        | Daniele Bossari     | Daniele Bossari              | Gialappa's Band      | Stefano De Martino    | Stefano De Martino    | 20        | Roberto Cenci    | 100 000 € | Cayos Cochinos (Honduras)      | Gaspare            |
| 14      | Canale 5          | Alessia Marcuzzi | 24 de enero de 2019      | 1 de abril de 2019      | 12       | 68   | Alda D'Eusanio    | Alda D'Eusanio     | Alba Parietti       | Alba Parietti                | Gialappa's Band      | Alvin                 | Alvin                 | 23        | Paolo Riccadonna | 100 000 € | Cayos Cochinos (Honduras)      | Marco Maddaloni    |
| 15      | Canale 5          | Ilary Blasi      | 15 de marzo de 2021      | 7 de junio de 2021      | 22       | 85   | Iva Zanicchi      | Iva Zanicchi       | Elettra Lamborghini | Elettra Lamborghini          | Tommaso Zorzi        | Massimiliano Rosolino | Massimiliano Rosolino | 26        | Roberto Cenci    | 100 000 € | Cayos Cochinos (Honduras)      | Awed               |
| 16      | Canale 5          | Ilary Blasi      | 21 de marzo de 2022      | 27 de junio de 2022     | 25       | 99   | Nicola Savino     | Nicola Savino      | Nicola Savino       | Vladimir Luxuria             | Vladimir Luxuria     | Alvin                 | Alvin                 | 32        | Roberto Cenci    | 100 000 € | Cayos Cochinos (Honduras)      | Nicolas Vaporidis  |
| 17      | Canale 5          | Ilary Blasi      | 17 de abril de 2023      | 19 de junio de 2023     | 10       | 64   | Enrico Papi       | Enrico Papi        | Enrico Papi         | Vladimir Luxuria             | Vladimir Luxuria     | Alvin                 | Alvin                 | 18        | Roberto Cenci    | 100 000 € | Cayos Cochinos (Honduras)      | Marco Mazzoli      |

## Competidores

### L'isola dei famosi1(2003)
Presentadora: Simona Ventura - Inicio de emisión: 19 de septiembre de 2003 - Fin de emisión: 14 de noviembre de 2003 - Episodios: 9 - Días: 57 - Número de participantes: 11 - Premio en metálico: 200 000 € - Columnistas: Alfonso Signorini, Pierluigi Diaco, Selvaggia Lucarelli, Andrea G. Pinketts, Maria Venturi - Enviado: Marco Mazzocchi - Ubicación: Samaná (República Dominicana)
La primera edición de L'isola dei famosi se emitió del 19 de septiembre al 14 de noviembre de 2003, conducida por Simona Ventura, apoyada en el estudio por los comentaristas Alfonso Signorini, Pierluigi Diaco, Selvaggia Lucarelli, Andrea G. Pinketts y Maria Venturi, y con participación del corresponsal Marco Mazzocchi en enlace desde Samaná (República Dominicana).
Los 11 náufragos estuvieron en la isla durante 57 días y Walter Nudo ganó el premio final de 200 000 euros.
| Competidor                          | Edad    | Profesión                                                   | Días | Lugar de nacimiento | Estado              |
| ----------------------------------- | ------- | ----------------------------------------------------------- | ---- | ------------------- | ------------------- |
| Walter Nudo                         | 33 años | Actor                                                       | 8-57 | Montreal            | Ganador             |
| Giada De Blanck                     | 22 años | Modelo, personalidad de televisión                          | 1-57 | Roma                | Segunda clasificada |
| Adriano Pappalardo                  | 58 años | Actor, compositor                                           | 1-57 | Cupertino           | Tercero clasificado |
| Davide Silvestri                    | 22 años | Actor                                                       | 1-57 | Milán               | Cuarto clasificado  |
| Carmen Russo                        | 44 años | Bailarina, actriz, showgirl                                 | 1-43 | Génova              | Eliminada           |
| Maria Teresa Ruta                   | 43 años | Showgirl, presentadora de televisión, periodista, escritora | 1-36 | Turín               | Eliminada           |
| Fabio Testi                         | 62 años | Actor                                                       | 1-22 | Peschiera del Garda | Eliminado           |
| Bárbara Chiappini                   | 28 años | Actriz, showgirl, modelo                                    | 1-15 | Plasencia           | Eliminada           |
| Stefano Tacconi                     | 46 años | Exfutbolista                                                | 1-8  | Perugia             | Eliminado           |
| Rocco Mauricio Anaclerio (DJ Ringo) | 42 años | Disc jockey, locutor de radio, personalidad de televisión   | 1-4  | Paderno Dugnano     | Retirado            |

### L'isola dei famosi 2(2004)
Presentadora: Simona Ventura - Inicio de emisión: 17 de septiembre de 2004 - Fin de emisión: 19 de noviembre de 2004 - Episodios: 9 - Días: 57 - Número de participantes: 13 - Premio en metálico: 200 000 € - Columnistas: Alfonso Signorini, Luca Giurato, Antonio Mazzi, Aldo Biscardi, Sandro Mayer, Bruno Vespa, Giada De Blanck - Enviado: Massimo Caputi - Ubicación: Samaná (República Dominicana)
La segunda edición de L'isola dei famosi se emitió del 17 de septiembre al 19 de noviembre de 2004, nuevamente con Simona Ventura dirigiendo por segunda vez consecutiva, flanqueada en el estudio por los comentaristas Alfonso Signorini, Luca Giurato, Antonio Mazzi, Aldo Biscardi, Sandro Mayer, Bruno Vespa y Giada De Blanck, y con la participación del corresponsal Massimo Caputi en conexión desde Samaná (República Dominicana).
Los 13 náufragos estuvieron en la isla durante 57 días, y Sergio Múñiz se llevó el premio final de 200 000 euros.
| Competidor                 | Edad    | Profesión                              | Días  | Lugar de nacimiento | Estado              |
| -------------------------- | ------- | -------------------------------------- | ----- | ------------------- | ------------------- |
| Sergio Múñiz               | 29 años | Modelo                                 | 1-57  | Bilbao              | Ganador             |
| Kabir Bedi                 | 58 años | Actor                                  | 1-57  | Lahore              | Segundo clasificado |
| Salvatore "Toto" Schillaci | 39 años | Exfutbolista                           | 1-57  | Palermo             | Tercero clasificado |
| Francesco Facchinetti      | 24 años | Cantante, locutor de radio             | 1-50  | Milán               | Cuarto clasificado  |
| Aída Yéspica               | 22 años | Showgirl, modelo                       | 1-50  | Caracas             | Eliminada           |
| Patrizia Pellegrino        | 42 años | Actriz, showgirl                       | 1-43  | Torre Annunziata    | Eliminada           |
| Antonella Elia             | 40 años | Presentadora de televisión, showgirl   | 1-43  | Turín               | Eliminada           |
| Ana Laura Ribas            | 38 años | Locutora de radio, showgirl            | 1-36  | Curitiba            | Eliminada           |
| Carmen Di Pietro           | 39 años | Showgirl, modelo                       | 15-29 | Fuerza              | Eliminada           |
| Alessia Merz               | 30 años | Actriz, showgirl, modelo               | 1-22  | Trento              | Eliminada           |
| Rosanna Cancellieri        | 52 años | Periodista, presentadora de televisión | 1-15  | Roma                | Eliminado           |
| Valerio Merola             | 49 años | Presentador de televisión              | 1-8   | Roma                | Eliminado           |
| Paolo Calissano            | 37 años | Actor, presentador de televisión       | 1-8   | Génova              | Retirado            |

### L'isola dei famosi 3(2005)
Presentadora: Simona Ventura - Inicio de emisión: 21 de septiembre de 2005 - Fin de emisión: 16 de noviembre de 2005 - Episodios: 9 - Días: 57 - Número de participantes: 15 - Premio en metálico: 200 000 € - Comentarista: Antonella Elia - Enviado: Massimo Caputi - Ubicación: Samaná (República Dominicana)
La tercera edición de L'isola dei famosi se emitió del 21 de septiembre al 16 de noviembre de 2005, nuevamente conducida por Simona Ventura por tercera vez consecutiva, acompañada en el estudio por la columnista Antonella Elia, y con la participación del corresponsal Massimo Caputi en conexión desde Samaná (República Dominicana).
Los 15 náufragos estuvieron en la isla durante 57 días, y Lory Del Santo ganó el premio final de 200 000 euros.
| Competidor                       | Edad    | Profesión                                                                | Días  | Lugar de nacimiento | Estado              |
| -------------------------------- | ------- | ------------------------------------------------------------------------ | ----- | ------------------- | ------------------- |
| Lory Del Santo                   | 46 años | Actriz, showgirl, personalidad de televisión, directora                  | 1-57  | Povegliano Veronese | Ganadora            |
| Mauricio Ferrini                 | 52 años | Actor, personalidad de televisión                                        | 36-57 | Cesena              | Segundo clasificado |
| María Giovanna Elmi              | 65 años | Presentador de televisión, ex locutor de televisión, cantante            | 1-57  | Roma                | Tercera clasificada |
| Elena Santarelli                 | 24 años | Actriz, showgirl, presentadora de televisión, personalidad de televisión | 1-50  | Latina              | Cuarta clasificada  |
| Arianna David                    | 31 años | Actriz, modelo                                                           | 1-50  | Roma                | Eliminada           |
| Antonio Zequila                  | 41 años | Actor, personalidad de televisión                                        | 36-50 | Atrani              | Eliminado           |
| Edrissa "Idris" Sanneh           | 54 años | Periodista, personalidad de televisión                                   | 22-43 | Brufut              | Eliminado           |
| Daniel Interrante                | 24 años | Modelo, personalidad de televisión                                       | 1-36  | Milán               | Eliminado           |
| Manuel Casella                   | 26 años | Actor, modelo                                                            | 1-29  | Plasencia           | Eliminado           |
| Albano Antonio Carrisi (Al Bano) | 62 años | Cantautor, personalidad de televisión                                    | 1-29  | Cellino San Marco   | Retirada            |
| Sandy Marton                     | 45 años | Cantante                                                                 | 1-26  | Zagreb              | Retirado            |
| Fulco Ruffo de Calabria          | 51 años | Príncipe de Calabria, periodista, escritor                               | 1-22  | Buenos Aires        | Eliminado           |
| Enzo Paolo Turchi                | 56 años | Bailarín, coreógrafo                                                     | 1-18  | Nápoles             | Retirado            |
| Romina Jolanda Carrisi-Power     | 18 años | Personalidad de televisión                                               | 1-15  | Cellino San Marco   | Eliminada           |
| Cristina Quaranta                | 33 años | Presentadora de televisión, showgirl                                     | 1-8   | Roma                | Eliminada           |

### L'isola dei famosi 4(2006)
Presentadora: Simona Ventura - Inicio de emisión: 13 de septiembre de 2006 - Fin de emisión: 8 de noviembre de 2006 - Episodios: 9 - Días: 57 - Número de participantes: 19 - Premio en metálico: 200 000 € - Columnistas: Michele Cucuzza, Nancy Dell'Olio, Nicola Savino, Lory Del Santo, Katia Ricciarelli, Cesare Cadeo, Elena Santarelli, Alessandro Meluzzi, Michela Rocco di Torrepadula, Riccardo Rossi, Antonio Mazza, Fabio Canino, Maria Giovanna Elmi, Alba Parietti, Platinette, Alessandro Rostagno - Enviado: Paolo Brosio - Ubicación: Cayos Cochinos (Honduras)
La cuarta edición de L'isola dei famosi se emitió del 13 de septiembre al 8 de noviembre de 2006, nuevamente con Simona Ventura dirigiendo por cuarta vez consecutiva, flanqueada en el estudio por los comentaristas Michele Cucuzza, Nancy Dell'Olio, Nicola Savino, Lory Del Santo, Katia Ricciarelli, Cesare Cadeo, Elena Santarelli, Alessandro Meluzzi, Michela Rocco di Torrepadula, Riccardo Rossi, Antonio Mazza, Fabio Canino, Maria Giovanna Elmi, Alba Parietti, Platinette y Alessandro Rostagno, y con la participación del corresponsal Paolo Brosio conectado desde Cayos Cochinos (Honduras).
Los 19 náufragos estuvieron en la isla durante 57 días y Luca Calvani ganó el premio final de 200 000 euros.
| Competidor              | Edad    | Profesión                                                                                                  | Días  | Lugar de nacimiento | Estado              |
| ----------------------- | ------- | --- | ----- | ------------------- | ------------------- |
| Luca Calvani            | 32 años | Actor | 1-57  | Prato               | Ganador             |
| Claudio Chiappucci      | 43 años | Exciclista                                                                                                 | 1-57  | Uboldo              | Segundo clasificado |
| Marina Occhiena         | 56 años | Cantante, actriz                                                                                           | 15-57 | Génova              | Tercera clasificada |
| Sara Tommasi            | 25 años | Modelo, showgirl                                                                                           | 1-57  | Narni               | Cuarta clasificada  |
| Linda Santaguida        | 28 años | Modelo, showgirl                                                                                           | 25-50 | Bologna             | Eliminada           |
| Leone Di Lernia         | 68 años | Locutor de radio, compositor                                                                               | 25-50 | Trani               | Eliminado           |
| Sergio Vastano          | 53 años | Actor, comediante                                                                                          | 25-43 | Roma                | Eliminado           |
| Raffaello Balzo         | 31 años | Actor, modelo                                                                                              | 1-43  | Udine               | Eliminado           |
| Massimo Ceccherini      | 43 años | Actor, director, comediante, guionista                                                                     | 1-36  | Firenze             | Expulsado           |
| Alessandra Pierelli     | 26 años | Actriz, showgirl, personalidad de televisión                                                               | 1-36  | Sezze               | Eliminada           |
| Den Harrow              | 44 años | Cantante, modelo                                                                                           | 8-30  | Nova Milanese       | Retirado            |
| Maurizia Cacciatori     | 33 años | Jugadora de voleibol                                                                                       | 1-29  | Carrara             | Eliminada           |
| Simona Tagli            | 42 años | Presentadora de televisión, showgirl                                                                       | 22-24 | Milano              | Retirada            |
| Andrea "Aceto" Degortes | 63 años | Ex jockey                                                                                                  | 1-22  | Olbia               | Eliminado           |
| Raoul Casadei           | 69 años | Músico, compositor                                                                                         | 1-15  | Gatteo              | Eliminado           |
| Kristen Grove           | 35 años | Presentadoras de televisión, presentadoras de radio, cantantes, ex modelos, miembros de bandas Kris & Kris | 1-15  | Pittsburgh          | Retiradas           |
| Kristen Reichert        | 34 años | Presentadoras de televisión, presentadoras de radio, cantantes, ex modelos, miembros de bandas Kris & Kris | 1-15  | Toronto             | Retiradas           |
| Domiziana Giordano      | 47 años | Actriz, artista                                                                                            | 1-13  | Roma                | Retirada            |
| Fernanda Lessa          | 29 años | Modelo, presentadora de televisión                                                                         | 1-8   | Río de Janeiro      | Eliminada           |
| Giuseppe Cionfoli       | 53 anni | Cantautor                                                                                                  | 1-8   | Erchie              | Retirado            |

### L'isola dei famosi5(2007)
Presentadora: Simona Ventura - Inicio de emisión: 19 de septiembre de 2007 - Fin de emisión: 28 de noviembre de 2007 - Episodios: 11 - Días: 71 - Número de participantes: 18 - Premio en metálico: 200 000 € - Columnistas: Alfonso Signorini, Mara Venier, Gianluca Nicoletti, Alda D'Eusanio, Sandro Mayer - Enviado: Francesco Facchinetti - Ubicación: Cayos Cochinos (Honduras)
La quinta edición de L'isola dei famosi se emitió del 19 de septiembre al 28 de noviembre de 2007, nuevamente con Simona Ventura dirigiendo por quinta vez consecutiva, flanqueada en el estudio por los comentaristas Alfonso Signorini, Mara Venier, Gianluca Nicoletti, Alda D'Eusanio y Sandro Mayer, y con la participación del corresponsal Francesco Facchinetti en enlace desde Cayos Cochinos (Honduras).
Los 18 náufragos estuvieron en la isla durante 71 días, y Manuela Villa ganó el premio final de 200 000 euros.
| Competidor              | Edad    | Categoría  | Profesión                                      | Días  | Lugar de nacimiento  | Estado              |
| ----------------------- | ------- | ---------- | ---------------------------------------------- | ----- | -------------------- | ------------------- |
| Manuela Villa           | 41 años | Famosi     | Cantante                                       | 1-71  | Roma                 | Ganadora            |
| Debora Caprioglio       | 39 años | Famosi     | Actriz                                         | 1-71  | Mestre               | Segunda clasificada |
| Nicola Canonico         | 31 años | Famosi     | Actor                                          | 1-71  | Avella               | Tercero clasificado |
| Miriana Trevisan        | 34 años | Famosi     | Showgirl                                       | 1-71  | Nápoles              | Cuarta clasificada  |
| Claudio Cuccurullo      | 49 años | Non Famosi | Masón                                          | 1-64  | Roma                 | Eliminado           |
| Paul Belmondo           | 44 años | Famosi     | Expiloto de Fórmula 1                          | 1-64  | Boulogne-Billancourt | Eliminado           |
| Víctor De Franceschi    | 36 años | Non Famosi | Financiero                                     | 1-57  | Tirrenia             | Eliminado           |
| Victoria Petrov         | 26 años | Non Famosi | Modelo                                         | 38-50 | Milán                | Retirada            |
| Karen Picozzi           | 30 años | Non Famosi | Comprometido                                   | 1-50  | Salerno              | Eliminada           |
| Lisa Fusco              | 28 años | Famosi     | Showgirl, personalidad de televisión, cantante | 1-43  | Nápoles              | Eliminada           |
| Ivan Cattaneo           | 54 años | Famosi     | Cantante                                       | 38-40 | Bérgamo              | Retirado            |
| Alessandro Cecchi Paone | 46 años | Famosi     | Personalidad de televisión, columnista         | 1-36  | Roma                 | Retirado            |
| Viviana Bazzani         | 44 años | Non Famosi | Ex oficial de policía                          | 1-36  | Milán                | Eliminada           |
| Sandro Salvestrini      | 56 años | Non Famosi | Bancario                                       | 1-29  | Arcola               | Eliminado           |
| Francesco Coco          | 30 años | Famosi     | Exfutbolista                                   | 1-29  | Paternal             | Retirado            |
| Cristiano Malgioglio    | 62 años | Famosi     | Cantautor                                      | 1-22  | Ramacca              | Eliminado           |
| Tiziana Decorato        | 35 años | Non Famosi | Ama de casa                                    | 1-15  | Údine                | Retirada            |
| Debora Salvalaggio      | 22 años | Famosi     | Showgirl                                       | 1-8   | Latina               | Eliminada           |

### L'isola dei famosi 6(2008)
Presentadora: Simona Ventura - Inicio de emisión: 15 de septiembre de 2008 - Fin de emisión: 24 de noviembre de 2008 - Episodios: 11 - Días: 71 - Número de participantes: 23 - Premio en metálico: 200 000 € - Columnistas: Mara Venier, Luca Giurato, Pamela Prati - Enviado: Filippo Magnini - Ubicación: Cayos Cochinos (Honduras)
La sexta edición de L'isola dei famosi se emitió del 15 de septiembre al 24 de noviembre de 2008, nuevamente conducida por Simona Ventura por sexta vez consecutiva, flanqueada en el estudio por los comentaristas Mara Venier, Luca Giurato y Pamela Prati, y con la participación del corresponsal Filippo Magnini en enlace desde Cayos Cochinos (Honduras).
Los 23 náufragos estuvieron en la isla durante 71 días, y Vladimir Luxuria ganó el premio final de 200 000 euros.
| Competidor              | Edad    | Categoría  | Profesión                                    | Días  | Lugar de nacimiento   | Estado              |
| ----------------------- | ------- | ---------- | -------------------------------------------- | ----- | --------------------- | ------------------- |
| Vladimir Luxuria        | 43 años | Famosi     | Política                                     | 1-71  | Foggia                | Ganadora            |
| Belén Rodríguez         | 23 años | Famosi     | Modelo, showgirl                             | 1-71  | Buenos Aires          | Segunda clasificada |
| Carlo Capponi           | 55 años | Non Famosi | Conserje universitario                       | 1-71  | Bolonia               | Tercero clasificado |
| Leonardo Tumiotto       | 25 años | Famosi     | Nadador                                      | 1-71  | San Donà di Piave     | Cuarto clasificado  |
| Patrizia De Blanck      | 67 años | Famosi     | Personalidad de televisión, socialité        | 36-64 | Roma                  | Eliminada           |
| Veridiana Mallmann      | 22 años | Famosi     | Showgirl                                     | 1-64  | Santa Clara do Sul    | Eliminada           |
| Peppe Quintale          | 45 años | Famosi     | Actor, comediante                            | 36-64 | Nápoles               | Eliminado           |
| Alessandro Feliù        | 21 años | Non Famosi | Patrón                                       | 1-64  | Giugliano de Campania | Eliminado           |
| Ela Weber               | 42 años | Famosi     | Actriz, showgirl, personalidad de televisión | 36-57 | Dettelbach            | Eliminada           |
| Rossano Rubicondi       | 36 años | Famosi     | Actor, empresario, modelo                    | 29-50 | Roma                  | Eliminado           |
| Imma De Vivo            | 26 años | Non Famosi | Estudiante universitario                     | 36-43 | Nápoles               | Eliminades          |
| Eleonora De Vivo        | 26 años | Non Famosi | Ayudante de cirugía plástica                 | 36-43 | Nápoles               | Eliminades          |
| Chiara Zaffoni          | 27 años | Non Famosi | Enfermero                                    | 1-36  | Ferrara               | Eliminada           |
| Massimo Ciavarro        | 50 años | Famosi     | Actor                                        | 1-35  | Roma                  | Retirado            |
| Maria Grazia Maniscalco | 21 años | Non Famosi | Estudiante de psicología                     | 1-29  | Sciacca               | Eliminada           |
| Sonia Borgonovo         | 39 años | Non Famosi | Masón                                        | 1-22  | Aviano                | Eliminada           |
| Antonio Cabrini         | 50 años | Famosi     | Exfutbolista                                 | 1-18  | Cremona               | Retirado            |
| Daniele Bressan         | 35 años | Non Famosi | Almacenar                                    | 1-17  | Castelfranco Veneto   | Retirado            |
| Flavia Vento            | 31 años | Famosi     | Showgirl                                     | 1-15  | Roma                  | Retirada            |
| Michi Gioia             | 43 años | Famosi     | Escritora                                    | 1-15  | Milán                 | Eliminada           |
| Giucas Casella          | 58 años | Famosi     | Ilusionista                                  | 1-15  | Termini Imerese       | Retirado            |
| Giuseppe Lago           | 27 años | Famosi     | Personalidad de televisión                   | 1-8   | Capurso               | Retirado            |
| Alessandro De Giuseppe  | 37 años | Non Famosi | Lanza libre                                  | 1-8   | Brugherio             | Eliminado           |
| Yelena Shatanova        | 31 años | Non Famosi | Intérprete                                   | 1     | Oleggio               | Eliminada           |

### L'isola dei famosi7(2010)
Presentadora: Simona Ventura - Inicio de emisión: 24 de febrero de 2010 - Fin de emisión: 5 de mayo de 2010 - Episodios: 11 - Días: 71 - Número de participantes: 22 - Premio en metálico: 200 000 € - Columnistas: Adriano Aragozzini, Antonia Dell'Atte, Gabriella Sassone, Pierluigi Diaco, Mara Venier, Rocco Barocco, Monica Setta, Claudio Lippi, Nadège du Bospertus, Andrea Pucci y Cristiano Malgioglio - Enviados: Rossano Rubicondi, Francesco Facchinetti - Ubicación: Corn Island (Nicaragua)
La séptima edición de L'isola dei famosi se emitió del 23 de febrero al 5 de mayo de 2010, nuevamente con Simona Ventura dirigiendo por séptima vez consecutiva, flanqueada en el estudio por los comentaristas Adriano Aragozzini, Antonia Dell'Atte, Gabriella Sassone, Pierluigi Diaco, Mara Venier, Rocco Barocco, Monica Setta, Claudio Lippi, Nadège du Bospertus, Andrea Pucci y Cristiano Malgioglio, y con la participación del corresponsal Rossano Rubicondi (sustituido en el sexto episodio del 31 de marzo de 2010 por Francesco Facchinetti, por problemas de salud) conectado desde Corn Island (Nicaragua).
Los 22 náufragos estuvieron en la isla durante 71 días y Daniele Battaglia ganó el premio final de 200 000 euros.
| Competidor                | Edad    | Categoría   | Profesión                                                      | Días  | Lugar de nacimiento     | Estado              |
| ------------------------- | ------- | ----------- | -------------------------------------------------------------- | ----- | ----------------------- | ------------------- |
| Daniele Battaglia         | 28 años | Figli di... | Presentador de televisión, locutor de radio, cantante          | 15-71 | Reggio Emilia           | Ganador             |
| Luca Rossetto             | 32 años | Non Famosi  | Ingeniero                                                      | 1-71  | Chiavazza               | Segundo clasificado |
| Guenda Goria              | 21 años | Figli di... | Actriz de teatro                                               | 15-71 | Roma                    | Tercera clasificada |
| Domenico Nesci            | 28 años | Famosi      | Personalidad de televisión                                     | 30-71 | Bérgamo                 | Cuarto clasificado  |
| Silvia Zanchi             | 24 años | Non Famosi  | Azafatas de eventos                                            | 1-62  | Sarnico                 | Eliminada           |
| Sandra Milo               | 76 años | Famosi      | Actriz, presentadora de televisión, personalidad de televisión | 1-62  | Tunisi                  | Eliminada           |
| Clarissa Burt             | 50 años | Famosi      | Actriz, modelo                                                 | 1-62  | Filadelfia              | Eliminada           |
| Denis Dallan              | 31 años | Famosi      | Jugador de rugby                                               | 1-62  | Asolo                   | Eliminado           |
| Nina Seničar              | 24 años | Famosi      | Modelo, showgirl                                               | 1-55  | Novi Sad                | Eliminada           |
| Dario Nanni               | 24 años | Non Famosi  | Gerente                                                        | 1-55  | Nápoles                 | Eliminado           |
| Pamela Compagnucci        | 30 años | Famosi      | Personalidad de televisión                                     | 42-50 | Roma                    | Eliminada           |
| Aura Rolenzetti           | 21 años | Non Famosi  | Modelo                                                         | 1-50  | Castel San Pietro Terme | Eliminada           |
| Davide Di Porto           | 48 años | Non Famosi  | Entrenador personal                                            | 1-43  | Roma                    | Eliminado           |
| Federico Mastrostefano    | 32 años | Famosi      | Personalidad de televisión                                     | 1-36  | Bracciano               | Eliminado           |
| Roberto Anselmi Fiacchini | 36 años | Figli di... | Guardaespaldas                                                 | 22-36 | Roma                    | Eliminado           |
| Claudia Galanti           | 28 años | Famosi      | Modelo                                                         | 1-29  | Asunción                | Eliminada           |
| Aldo Busi                 | 61 años | Famosi      | Escritor                                                       | 1-22  | Montichiari             | Retirado            |
| Loredana Lecciso          | 37 años | Famosi      | Showgirl                                                       | 1-22  | Lecce                   | Eliminada           |
| Manuela Boldi             | 28 años | Figli di... | Personalidad de televisión, ex locutora de radio               | 15-22 | Basiglio                | Retirada            |
| Tracy Fraddosio           | 42 años | Non Famosi  | Cosmetóloga                                                    | 1-15  | Bari                    | Eliminada           |
| Luca Ward                 | 49 años | Famosi      | Actor, actor de voz                                            | 1-9   | Roma                    | Retirado            |
| Simone Rugiati            | 28 años | Famosi      | Chef                                                           | 1-8   | Santa Croce sull'Arno   | Eliminado           |

### L'isola dei famosi 8(2011)
Conductores: Simona Ventura, Nicola Savino - Inicio de emisión: 14 de febrero de 2011 - Fin de emisión: 26 de abril de 2011 - Episodios: 11 - Días: 72 - Número de participantes: 22 - Premio en metálico: 200 000 € - Columnistas: Vladimir Luxuria, Alba Parietti - Enviado: Daniele Battaglia - Ubicación: Cayos Cochinos (Honduras)
La octava edición de L'isola dei famosi se emitió del 14 de febrero al 26 de abril de 2011, nuevamente con Simona Ventura dirigiendo por octava y última vez consecutiva (reemplazada por Nicola Savino en el séptimo episodio del 29 de marzo de 2011), flanqueada en el estudio, a cargo de los columnistas Vladimir Luxuria y Alba Parietti, y con la participación del corresponsal Daniele Battaglia en enlace desde Cayos Cochinos (Honduras).
Los 22 náufragos estuvieron en la isla durante 72 días, y Giorgia Palmas ganó el premio final de 200 000 euros.
| Competidor                       | Edad    | Categoría     | Profesión                                          | Días  | Lugar de nacimiento | Estado              |
| -------------------------------- | ------- | ------------- | -------------------------------------------------- | ----- | ------------------- | ------------------- |
| Giorgia Palmas                   | 28 años | Famosi        | Showgirl, modelo                                   | 1-72  | Cagliari            | Ganadora            |
| Thyago Alves                     | 26 años | Famosi        | Modelo, actor                                      | 1-72  | Goiânia             | Segundo clasificado |
| Laerte Pappalardo                | 34 años | Parenti di... | Actor                                              | 20-72 | Milán               | Tercero clasificado |
| Roberta Allegretti               | 34 años | Non Famosi    | Tiendas delicatessen                               | 8-72  | Roma                | Cuarta clasificada  |
| Eleonora Brigliadori             | 50 años | Famosi        | Actriz                                             | 1-65  | Milán               | Eliminada           |
| Killian Marcus Nielsen Gastineau | 21 años | Parenti di... | Modelo                                             | 1-65  | Scottsdale          | Eliminado           |
| Francesca Fogar                  | 35 años | Parenti di... | Escritora, periodista, presentadora de televisión. | 1-65  | Tradate             | Eliminada           |
| Gianna Orrù                      | 63 años | Parenti di... | Exprofesora de Educación física                    | 1-58  | Cagliari            | Eliminada           |
| Nina Morić                       | 34 años | Famosi        | Showgirl, modelo                                   | 8-51  | Zagreb              | Eliminada           |
| Raffaella Fico                   | 23 años | Famosi        | Showgirl, modelo                                   | 1-44  | Cercola             | Eliminada           |
| Daniel McVicar                   | 52 años | Famosi        | Actor                                              | 1-44  | Independence        | Eliminado           |
| Raffaele Paganini                | 52 años | Famosi        | Bailarín                                           | 1-37  | Roma                | Eliminado           |
| Magda Gomes                      | 33 años | Famosi        | Showgirl                                           | 1-37  | São Paulo           | Eliminada           |
| Abigail Barwuah                  | 20 años | Parenti di... | Modelo                                             | 1-30  | Acra                | Eliminada           |
| Anoula Adoniu                    | 24 años | Non Famosi    | Partner                                            | 24-30 | Varsovia            | Eliminada           |
| Walter Garibaldi                 | 41 años | Parenti di... | Autor, director, actor                             | 1-24  | Roma                | Eliminado           |
| Francesco Rapetti Mogol          | 31 años | Parenti di... | Escritor, guitarrista                              | 1-24  | Milán               | Eliminado           |
| Luca Dirisio                     | 32 años | Famosi        | Cantante                                           | 1-17  | Vasto               | Eliminado           |
| Matteo Materazzi                 | 34 años | Parenti di... | Jugador de fútbol                                  | 1-13  | Regio de Calabria   | Retirado            |
| Marzio Boschetti                 | 40 años | Non Famosi    | Ex portero de club nocturno                        | 1-10  | Milán               | Eliminado           |
| Davide Fabbri                    | 46 años | Non Famosi    | Bailarín                                           | 1-10  | Cervia              | Eliminado           |
| Francesca De André               | 21 años | Parenti di... | Modelo                                             | 1-10  | Génova              | Eliminada           |

### L'isola dei famosi 9(2012)
Presentador: Nicola Savino - Inicio de emisión: 25 de enero de 2012 - Fin de emisión: 5 de abril de 2012 - Episodios: 11 - Días: 72 - Número de participantes: 20 - Premio en metálico: 200 000 € - Columnistas: Diego Passoni, Lucilla Agosti, Laura Barriales, Nina Morić y Barbara De Rossi - Enviado: Vladimir Luxuria - Ubicación: Cayos Cochinos (Honduras)
La novena edición de L'isola dei famosi se emitió del 14 de febrero al 26 de abril de 2011, conducida por Nicola Savino, apoyada en el estudio por los comentaristas Diego Passoni, Lucilla Agosti, Laura Barriales, Nina Morić y Barbara De Rossi, y con la participación del corresponsal Vladimir Luxuria en enlace desde Cayos Cochinos (Honduras).
Los 20 náufragos estuvieron en la isla durante 72 días y Antonella Elia se llevó el premio final de 200 000 euros.
| Competidor              | Edad    | Categoría | Profesión                                                      | Días  | Lugar de nacimiento | Estado              |
| ----------------------- | ------- | --------- | -------------------------------------------------------------- | ----- | ------------------- | ------------------- |
| Antonella Elia          | 48 años | Eroi      | Actriz, showgirl, personalidad de televisión                   | 36-72 | Turín               | Ganadora            |
| Manuel Casella          | 33 años | Eroi      | Modelo, actor, personalidad de televisión                      | 29-72 | Plasencia           | Segundo clasificado |
| Andrea Lehotská         | 30 años | Eletti    | Modelo, showgirl                                               | 29-72 | Detva               | Tercero clasificado |
| Max Bertolani           | 47 años | Eletti    | Football player, actor                                         | 1-72  | Aviano              | Cuarto clasificado  |
| Aída Yéspica            | 29 años | Eroi      | Showgirl, modelo, actriz                                       | 1-72  | Caracas             | Quinta clasificada  |
| Nina Morić              | 35 años | Eroi      | Modelo, showgirl, personalidad de televisión                   | 22-65 | Zagreb              | Eliminada           |
| Jivago Santinni         | 25 años | Eletti    | Modelo, personalidad de televisión                             | 29-58 | Santa Maria         | Eliminado           |
| Guendalina Tavassi      | 26 años | Eletti    | Showgirl, personalidad de televisión                           | 1-58  | Roma                | Eliminada           |
| Carmen Russo            | 52 años | Eroi      | Bailarina, showgirl                                            | 1-51  | Génova              | Eliminada           |
| Divino Otelma           | 62 años | Eletti    | Personalidad de televisión, psíquica                           | 1-51  | Génova              | Eliminado           |
| Rossano Rubicondi       | 39 años | Eroi      | Actor, ex modelo, personalidad de televisión                   | 1-51  | Roma                | Eliminado           |
| Valeria Marini          | 44 anni | Eroi      | Actriz, showgirl, personalidad de televisión                   | 1-44  | Roma                | Eliminada           |
| Enzo Paolo Turchi       | 62 años | Eroi      | Bailarín                                                       | 1-41  | Nápoles             | Retirado            |
| Alessandro Cecchi Paone | 50 años | Eroi      | Presentador de televisión, personalidad de televisión          | 1-37  | Roma                | Eliminado           |
| Mariano Apicella        | 49 años | Eletti    | Cantante                                                       | 1-30  | Nápoles             | Eliminado           |
| Cristiano Malgioglio    | 66 años | Eroi      | Cantautor, personalidad de televisión                          | 1-26  | Ramacca             | Retirado            |
| Den Harrow              | 49 años | Eroi      | Cantante                                                       | 1-20  | Nova Milanese       | Eliminado           |
| Eliana Cartella         | 21 años | Eletti    | Modelo                                                         | 1-17  | Viareggio           | Retirada            |
| Arianna David           | 38 años | Eroi      | Modelo, presentadora de televisión, personalidad de televisión | 1-16  | Roma                | Eliminada           |
| Flavia Vento            | 34 años | Eroi      | Showgirl, actriz, personalidad de televisión                   | 1-10  | Roma                | Retirada            |

### L'isola dei famosi 10(2015)
Presentadora: Alessia Marcuzzi - Inicio de emisión: 26 de enero de 2015 - Fin de emisión: 23 de marzo de 2015 - Episodios: 8 - Días: 50 - Número de participantes: 14 - Premio en metálico: 100 000 € - Columnistas: Mara Venier, Alfonso Signorini - Enviado: Alvin - Ubicación: Cayos Cochinos (Honduras)
La décima edición de L'isola dei famosi se transmitió del 26 de enero al 23 de marzo de 2015, conducida por Alessia Marcuzzi, apoyada en el estudio por los comentaristas Mara Venier y Alfonso Signorini, y con la participación del corresponsal Alvin conectado desde Cayos . Cochinos (Honduras).
Los 14 náufragos estuvieron en la isla durante 50 días, y las Donatella, dúo musical formado por las hermanas gemelas Giulia y Silvia Provvedi, se llevaron el premio final de 100 000 euros.
A partir de esta edición se renueva el logotipo del programa, mientras que las siglas se mantienen inalteradas aunque con algunas modificaciones.
| Competidor                               | Edad    | Profesión                                   | Días | Lugar de nacimiento  | Estado              |
| ---------------------------------------- | ------- | ------------------------------------------- | ---- | -------------------- | ------------------- |
| Las Donatella (Giulia y Silvia Provvedi) | 21 años | Cantantes                                   | 1-50 | Módena               | Ganadores           |
| Brice Martinet                           | 33 años | Modelo, actriz                              | 1-50 | Chambray-lès-Tours   | Segunda clasificada |
| Cecilia Rodríguez                        | 24 años | Modelo, personalidad de televisión          | 1-50 | Buenos Aires         | Tercera clasificada |
| Valerio Scanu                            | 24 años | Cantautor                                   | 1-50 | La Maddalena         | Cuarto clasificado  |
| Rocco Siffredi                           | 50 años | Actor pornográfico                          | 1-50 | Ortona               | Quinto clasificado  |
| Alex Belli                               | 32 años | Actor, modelo, personalidad de televisión   | 1-43 | Parma                | Eliminado           |
| Cristina Buccino                         | 29 años | Showgirl                                    | 8-43 | Castrovillari        | Eliminado           |
| Andrea Montovoli                         | 29 años | Actor, DJ                                   | 1-43 | Porretta Terme       | Eliminado           |
| Rachida Karrati                          | 48 años | Personalidad de televisión                  | 1-36 | Marruecos            | Eliminada           |
| Pierluigi Diaco                          | 37 años | Presentador de televisión, locutor de radio | 1-29 | Roma                 | Eliminado           |
| Fanny Neguesha                           | 24 años | Modelo                                      | 1-23 | Bruselas             | Retirada            |
| Melissa P. (Melissa Panarello)           | 29 años | Escritor                                    | 1-22 | Catania              | Eliminada           |
| Carlota Caniggia                         | 21 años | Modelo, showgirl                            | 1-15 | Buenos Aires         | Eliminada           |
| Patrizio Oliva                           | 56 años | Ex boxeador                                 | 1-8  | Nápoles              | Eliminado           |
| Catherine Spaak                          | 69 años | Actriz                                      | 1    | Boulogne-Billancourt | Retirada            |

### L'isola dei famosi 11(2016)
Presentadora: Alessia Marcuzzi - Inicio de emisión: 9 de marzo de 2016 - Fin de emisión: 9 de mayo de 2016 - Episodios: 10 - Días: 62 - Número de participantes: 18 - Premio en metálico: 100 000 € - Columnistas: Mara Venier, Alfonso Signorini - Enviado: Alvin - Ubicación: Cayos Cochinos (Honduras)
La undécima edición de L'isola dei famosi se emitió del 9 de marzo al 9 de mayo de 2016, nuevamente con Alessia Marcuzzi dirigiendo por segunda vez consecutiva, flanqueada en el estudio por los comentaristas Mara Venier y Alfonso Signorini, y con la participación del corresponsal Alvin en conexión con Cayos Cochinos (Honduras).
Los 18 náufragos estuvieron en la isla durante 62 días y Giacobbe Fragomeni ganó el premio final de 100 000 euros.
| Competidor                | Edad    | Profesión                                          | Días  | Lugar de nacimiento | Estado              |
| ------------------------- | ------- | -------------------------------------------------- | ----- | ------------------- | ------------------- |
| Giacobbe Fragomeni        | 46 años | Boxer                                              | 1-62  | Milán               | Ganador             |
| Jonás Berami              | 32 años | Actor, personalidad de televisión                  | 1-62  | Málaga              | Segundo clasificado |
| Mercedesz Henger          | 24 años | Showgirl, personalidad de la televisión            | 1-62  | Győr                | Tercera clasificada |
| Paola Caruso              | 31 años | Modelo, corista, personalidad de televisión        | 1-62  | Catanzaro           | Cuarta clasificada  |
| Gracia De Torres          | 28 años | Modelo                                             | 1-62  | Almería             | Quinta clasificada  |
| Marco Carta               | 30 años | Cantante                                           | 1-55  | Cagliari            | Eliminado           |
| Cristian Galella          | 32 años | Personalidad de televisión                         | 15-55 | Vigevano            | Eliminado           |
| Alessia Reato             | 25 años | Showgirl, modelo                                   | 1-55  | L'Aquila            | Eliminada           |
| Gianluca Mech             | 46 años | Emprendedor                                        | 15-48 | Montecchio Maggiore | Eliminado           |
| Stefano Nones Orfei       | 49 años | Artista de circo                                   | 1-41  | Génova              | Eliminado           |
| Andrea Preti              | 27 años | Modelo, actriz                                     | 1-41  | Copenhague          | Eliminada           |
| Simona Ventura            | 50 años | Presentadora de televisión                         | 1-34  | Benevento           | Eliminado           |
| Aristide Malnati          | 51 años | Arqueólogo, egiptólogo, personalidad de televisión | 1-27  | Milán               | Retirado            |
| Patricia Gloria Contreras | 28 años | Actriz                                             | 1-20  | Morelia             | Eliminada           |
| Fiordaliso                | 60 años | Cantante                                           | 1-20  | Plasencia           | Eliminada           |
| Enzo Salvi                | 52 años | Actor                                              | 1-13  | Roma                | Eliminado           |
| Claudia Galanti           | 34 años | Showgirl, personalidad de televisión               | 1-6   | Asunción            | Eliminada           |
| Mateo Cambi               | 38 años | Emprendedor                                        | 1-5   | Carpi               | Retirado            |

### L'isola dei famosi 12(2017)
Presentadora: Alessia Marcuzzi - Inicio de emisión: 31 de enero de 2017 - Fin de emisión: 12 de abril de 2017 - Episodios: 11 - Días: 72 - Número de participantes: 14 - Premio en metálico: 100 000 € - Comentarista: Vladimir Luxuria - Corresponsal: Stefano Bettarini - Ubicación: Cayos Cochinos (Honduras)
La duodécima edición de L'isola dei famosi se emitió del 31 de enero al 12 de abril de 2017, nuevamente con Alessia Marcuzzi dirigiendo por tercera vez consecutiva, flanqueada en el estudio por el columnista Vladimir Luxuria, y con la participación del corresponsal Stefano Bettarini en conexión desde Cayos Cochinos (Honduras).
Los 14 náufragos estuvieron en la isla durante 72 días, y Raz Degan ganó el premio final de 100 000 euros.
| Competidor                     | Edad    | Profesión                                                          | Días | Lugar de nacimiento | Estado              |
| ------------------------------ | ------- | ------------------------------------------------------------------ | ---- | ------------------- | ------------------- |
| Raz Degan                      | 48 años | Actor, director, ex modelo                                         | 1-73 | Sde Nehemías        | Ganador             |
| Simone Susinna                 | 23 años | Modelo                                                             | 1-73 | Catania             | Segundo clasificado |
| Eva Grimaldi                   | 55 años | Actriz                                                             | 1-73 | Nogarole Rocca      | Tercera clasificada |
| Nancy Coppola                  | 30 años | Cantante neomelódica, actriz                                       | 1-73 | Nápoles             | Cuarta clasificada  |
| Filomena "Malena" Mastromarino | 34 años | Actriz pornográfica, exejecutiva política                          | 1-73 | Nueces              | Quinta clasificada  |
| Giulio Base                    | 52 años | Director                                                           | 1-65 | Turín               | Eliminado           |
| Moreno Donadoni                | 27 años | Rapero                                                             | 1-65 | Génova              | Eliminado           |
| Samantha de Grenet             | 46 años | Presentadora de televisión, showgirl, ex modelo                    | 1-58 | Roma                | Eliminada           |
| Giulia Calcaterra              | 25 años | Showgirl                                                           | 1-37 | Magenta             | Eliminada           |
| Massimo Ceccherini             | 51 años | Actor, director, comediante, guionista, personalidad de televisión | 1-23 | Florencia           | Retirado            |
| Giacomo Urtis                  | 39 años | Cirujano, personalidad de televisión                               | 1-22 | Caracas             | Eliminado           |
| Nathaly Caldonazzo             | 47 años | Actriz, showgirl                                                   | 1-15 | Roma                | Eliminada           |
| Andrea Marcaccini              | 28 años | Modelo                                                             | 1-8  | Mesina              | Expulsado           |
| Dayane Mello                   | 27 años | Modelo, personalidad de televisión                                 | 1-8  | Joinville           | Eliminado           |

### L'isola dei famosi 13(2018)
Presentadora: Alessia Marcuzzi - Inicio de emisión: 22 de enero de 2018 - Fin de emisión: 16 de abril de 2018 - Episodios: 13 - Días: 85 - Número de participantes: 20 - Premio en metálico: 100 000 € - Comentaristas en el estudio: Mara Venier, Daniele Bossari - Comentaristas en conexión: Gialappa's Band - Enviado: Stefano De Martino - Ubicación: Cayos Cochinos (Honduras)
La decimotercera edición de L'isola dei famosi se emitió del 22 de enero al 16 de abril de 2018, nuevamente con Alessia Marcuzzi dirigiendo por cuarta vez consecutiva, flanqueada en el estudio por los comentaristas Mara Venier y Daniele Bossari y en conexión con Gialappa's Band, y con la participación del corresponsal Stefano De Martino conectado desde Cayos Cochinos (Honduras).
Los 20 náufragos estuvieron en la isla durante 85 días, y Nino Formicola, conocido como Gaspare, se llevó el premio mayor final de 100 000 euros.
| Competidor               | Edad    | Profesión                                                 | Días | Lugar de nacimiento | Estado              |
| ------------------------ | ------- | --------------------------------------------------------- | ---- | ------------------- | ------------------- |
| Nino "Gaspare" Formicola | 64 años | Comediante, actor                                         | 1-85 | Milán               | Ganador             |
| Bianca Atzei             | 30 años | Cantautora                                                | 1-85 | Milán               | Segunda clasificada |
| Amaurys Pérez            | 41 años | Jugador de waterpolo                                      | 1-85 | Camagüey            | Tercero clasificado |
| Francesca Cipriani       | 33 años | Personalidad de televisión                                | 1-85 | Popoli              | Cuarta clasificada  |
| Jonathan Kashanian       | 37 años | Personalidad de televisión                                | 1-85 | Ramat Gan           | Quinto clasificado  |
| Rosa Perrotta            | 28 años | Modelo, personalidad de televisión                        | 1-78 | Pagani              | Eliminada           |
| Alessia Mancini          | 39 años | Showgirl, actriz                                          | 1-78 | Marino              | Eliminada           |
| Elena Morali             | 28 años | Showgirl, personalidad de televisión                      | 8-72 | Ponte San Pietro    | Eliminada           |
| Franco Terlizzi          | 55 años | Entrenador personal, ex boxeador                          | 1-68 | Bitonto             | Retirado            |
| Simone Barbato           | 38 años | Comediante, mimo                                          | 8-65 | Ovada               | Eliminado           |
| Marco Ferri              | 29 años | Modelo                                                    | 1-58 | Lodi                | Eliminado           |
| Nadia Rinaldi            | 50 años | Actriz                                                    | 1-50 | Roma                | Eliminada           |
| Paola Di Benedetto       | 23 años | Modelo, personalidad de televisión                        | 1-43 | Vicenza             | Eliminada           |
| Filippo Nardi            | 48 años | DJ, presentador de televisión, personalidad de televisión | 1-43 | Londra              | Eliminado           |
| Cecilia Capriotti        | 41 años | Showgirl, actriz, ex modelo                               | 1-43 | Ascoli Piceno       | Eliminada           |
| Giucas Casella           | 68 años | Ilusionista, personalidad de televisión                   | 1-37 | Termini Imerese     | Retirado            |
| Craig Warwick            | 66 años | Psíquico                                                  | 1-23 | Londra              | Retirado            |
| Francesco Monte          | 29 años | Modelo, personalidad de televisión                        | 1-14 | Taranto             | Retirado            |
| Éva Henger               | 45 años | Showgirl, ex actriz pornográfica                          | 1-8  | Győr                | Eliminada           |
| Chiara Nasti             | 20 años | Bloguera de moda                                          | 1-7  | Nápoles             | Retirada            |

### L'isola dei famosi 14(2019)
Presentadora: Alessia Marcuzzi - Inicio de emisión: 24 de enero de 2019 - Fin de emisión: 1 de abril de 2019 - Episodios: 12 - Días: 68 - Número de participantes: 23 - Premio en metálico: 100 000 € - Columnistas en estudio: Alda D'Eusanio, Alba Parietti - Columnistas en conexión: Gialappa's Band - Enviado: Alvin - Ubicación: Cayos Cochinos (Honduras)
La decimocuarta edición de L'isola dei famosi se emitió del 24 de enero al 1 de abril de 2019, nuevamente con Alessia Marcuzzi dirigiendo por quinta y última vez consecutiva, flanqueada en el estudio por los comentaristas Alda D'Eusanio y Alba Parietti y en colaboración con Gialappa's Band, y con la participación del corresponsal Alvin en enlace desde Cayos Cochinos (Honduras).
Los 23 náufragos estuvieron en la isla durante 68 días y Marco Maddaloni ganó el premio final de 100 000 euros.
| Competidor           | Edad    | Profesión                                          | Días  | Lugar de nacimiento | Estado              |
| -------------------- | ------- | -------------------------------------------------- | ----- | ------------------- | ------------------- |
| Marco Maddaloni      | 34 años | Judoka                                             | 1-68  | Nápoles             | Ganador             |
| Marina La Rosa       | 42 años | Actriz, personalidad de televisión                 | 1-68  | Mesina              | Segunda clasificada |
| Luca Vismara         | 27 años | Cantante                                           | 1-68  | Monza               | Tercero clasificado |
| Sarah Altobello      | 31 años | Showgirl                                           | 1-68  | Modugno             | Cuarta clasificada  |
| Aaron Meyer Nielsen  | 25 años | Modelo                                             | 1-68  | Mendrisio           | Quinto clasificado  |
| Soleil Sorge         | 24 años | Modelo, influencer, personalidad de televisión     | 18-61 | Los Ángeles         | Eliminada           |
| Stefano Bettarini    | 46 años | Exfutbolista, personalidad de la televisión        | 11-61 | Forlì               | Eliminado           |
| Kaspar Capparoni     | 54 años | Actor                                              | 1-61  | Roma                | Eliminado           |
| Riccardo Fogli       | 71 años | Cantante                                           | 1-61  | Pontedera           | Eliminado           |
| Paolo Brosio         | 62 años | Periodista, escritor, ex presentador de televisión | 1-54  | Asti                | Eliminado           |
| Ariadna Romero       | 32 años | Modela, actriz                                     | 21-47 | Fomento             | Eliminada           |
| Abdelkader Ghezzal   | 34 años | Agente deportivo, exfutbolista                     | 1-44  | Décines-Charpieu    | Retirado            |
| Jo Squillo           | 56 años | Cantautora, presentadora de televisión             | 11-42 | Milán               | Retirada            |
| Jeremias Rodríguez   | 30 años | Personalidad de televisión                         | 18-40 | Buenos Aires        | Eliminado           |
| Viktorija Mihajlović | 22 años | Modelos                                            | 1-35  | Roma                | Eliminadas          |
| Virginia Mihajlović  | 20 años | Modelos                                            | 1-35  | Roma                | Eliminadas          |
| Giorgia Venturini    | 35 años | Experta en Relaciones Públicas                     | 1-28  | Novafeltria         | Eliminada           |
| Yuri Rambaldi        | 26 años | Estriptista                                        | 1-21  | Vigevano            | Eliminado           |
| Grecia Colmenares    | 56 años | Actriz                                             | 1-18  | Valencia            | Eliminada           |
| Youma Diakite        | 47 años | Actriz, ex modelo                                  | 1-12  | Kayes               | Retirada            |
| Demetra Hampton      | 50 años | Actriz, ex modelo                                  | 1-11  | Filadelfia          | Eliminada           |
| Taylor Mega          | 25 años | Influencer, modelo                                 | 1-8   | Údine               | Eliminada           |

### L'isola dei famosi 15(2021)
Presentadora: Ilary Blasi - Inicio de emisión: 15 de marzo de 2021 - Fin de emisión: 7 de junio de 2021 - Episodios: 22 - Días: 85 - Número de participantes: 26 - Premio en metálico: 100 000 € - Columnistas: Iva Zanicchi, Elettra Lamborghini, Tommaso Zorzi - Enviado: Massimiliano Rosolino - Ubicación: Cayos Cochinos (Honduras)
La decimoquinta edición de L'isola dei famosi se transmitió del 15 de marzo al 7 de junio de 2021, conducida por Ilary Blasi, apoyada en el estudio por los comentaristas Iva Zanicchi, Elettra Lamborghini y Tommaso Zorzi, y con la participación del corresponsal Massimiliano Rosolino conectado desde Cayos Cochinos (Honduras).
Los 23 náufragos estuvieron en la isla durante 85 días y Simone Paciello, conocido como "Awed", se llevó el premio final de 100 000 euros.
| Competidor              | Edad    | Profesión                                                          | Días  | Lugar de nacimiento | Estado              |
| ----------------------- | ------- | ------------------------------------------------------------------ | ----- | ------------------- | ------------------- |
| Simone "Awed" Paciello  | 24 años | Youtuber, comediante                                               | 1-85  | Nápoles             | Ganador             |
| Valentina Persia        | 49 años | Comediante, actriz                                                 | 4-85  | Roma                | Segunda clasificada |
| Andrea Cerioli          | 31 años | Influencer, personalidad de la televisión                          | 11-85 | Bolonia             | Tercero clasificado |
| Ignazio Moser           | 28 años | Personalidad de televisión, exciclista de pista                    | 46-85 | Trento              | Cuarto clasificado  |
| Beatrice Marchetti      | 25 años | Modelo                                                             | 22-85 | Zone                | Quinta clasificada  |
| Matteo Diamante         | 31 años | Influencer, planificador de eventos, personalidad de la televisión | 39-85 | Génova              | Sexto clasificado   |
| Isolde Kostner          | 46 años | Ex esquiador, gerente de hotel                                     | 22-78 | Bolzano             | Eliminada           |
| Miryea Stabile          | 23 años | Bailarina, influencer, personalidad de televisión                  | 4-78  | Brescia             | Eliminada           |
| Roberto Ciufoli         | 61 años | Actor, actor de doblaje, comediante                                | 1-78  | Roma                | Eliminado           |
| Angela Melillo          | 53 años | Showgirl, actriz, bailarina                                        | 1-71  | Roma                | Eliminada           |
| Fariba Tehrani          | 58 años | Personalidad de televisión                                         | 1-71  | Teherán             | Eliminada           |
| Rosaria Cannavò         | 37 años | Showgirl                                                           | 39-68 | Catania             | Eliminada           |
| Francesca Lodo          | 38 años | Showgirl, modelo                                                   | 1-64  | Selargius           | Eliminada           |
| Emanuela Tittocchia     | 50 años | Actriz, presentadora de televisión                                 | 39-61 | Turín               | Eliminada           |
| Ubaldo Lanzo            | 48 años | Cromatólogo, personalidad de televisión                            | 1-53  | Lamezia Terme       | Retirado            |
| Gilles Rocca            | 38 años | Actor, director, modelo, personalidad de televisión                | 1-50  | Roma                | Eliminado           |
| Manuela Ferrera         | 36 años | Showgirl                                                           | 39-46 | Brescia             | Eliminada           |
| Vera Gemma              | 50 años | Actriz                                                             | 1-43  | Roma                | Eliminada           |
| Paul Gascoigne          | 53 años | Entrenador de fútbol, exfutbolista                                 | 1-39  | Gateshead           | Retirado            |
| Elisa Isoardi           | 38 años | Presentadora de televisión, ex modelo                              | 1-32  | Cuneo               | Retirada            |
| Brando Giorgi           | 54 años | Actor, ex modelo                                                   | 4-32  | Roma                | Retirado            |
| Drusilla Gucci          | 26 años | Modelo                                                             | 1-29  | Florencia           | Eliminada           |
| Beppe Braida            | 57 años | Comediante, presentador de televisión                              | 4-25  | Turín               | Retirado            |
| Daniela Martani         | 47 años | Locutor de radio, personalidad de televisión                       | 1-22  | Roma                | Eliminada           |
| Akash Kumar             | 29 años | Modelo                                                             | 1-8   | Nueva Delhi         | Eliminado           |
| Ferdinando Guglielmotti | 54 años | Emprendedor                                                        | 1-4   | Montalto di Castro  | Retirado            |

### L'isola dei famosi 16(2022)
Presentadora: Ilary Blasi - Inicio de emisión: 21 de marzo de 2022 - Fin de emisión: 27 de junio de 2022 - Episodios: 25 - Días: 99 - Número de participantes: 32 - Premio en metálico: 100 000 € - Columnistas: Nicola Savino, Vladimir Luxuria - Enviado: Alvin - Ubicación: Cayos Cochinos (Honduras)
La decimosexta edición de L'isola dei famosi se emitió del 21 de marzo al 27 de junio de 2022 con Ilary Blasi presentando por segunda vez consecutiva, flanqueada en el estudio por los comentaristas Nicola Savino y Vladimir Luxuria, y con la participación del corresponsal Alvin conectado desde Cayos Cochinos (Honduras).
Los 32 náufragos estuvieron en la isla durante 99 días, y Nicolas Vaporidis ganó el premio final de 100 000 euros.
| Competidor                | Edad    | Profesión                                                   | Días  | Lugar de nacimiento | Estado              |
| ------------------------- | ------- | ----------------------------------------------------------- | ----- | ------------------- | ------------------- |
| Nicolas Vaporidis         | 40 años | Actor, productor de cine                                    | 1-99  | Roma                | Ganador             |
| Luca Daffrè               | 26 años | Ex nadador, personalidad de la televisión                   | 57-99 | Trento              | Segundo clasificado |
| Carmen Di Pietro          | 56 años | Showgirl, presentadora de radio, personalidad de televisión | 1-99  | Potenza             | Tercera clasificada |
| Mercedesz Henger          | 30 años | Modelo, personalidad de televisión                          | 47-99 | Győr                | Cuarta clasificada  |
| Maria Laura De Vitis      | 24 años | Influencer, modelo, personalidad de la televisión           | 47-99 | Reggio Emilia       | Quinta clasificada  |
| Nick Luciani              | 51 años | Músico                                                      | 15-99 | Roma                | Sexto clasificado   |
| Pamela Petrarolo          | 45 años | Showgirl, cantante, coreógrafa                              | 57-92 | Roma                | Eliminada           |
| Estefanía Bernal          | 26 años | Modelo, personalidad de televisión                          | 1-92  | Buenos Aires        | Eliminada           |
| Edoardo Tavassi           | 37 años | Productor de video, actor de voz                            | 11-92 | Roma                | Retirado            |
| Gennaro Auletto           | 22 años | Modelo                                                      | 57-85 | Nápoles             | Eliminado           |
| Marco Cucolo              | 30 años | Personalidad de televisión                                  | 1-81  | Nápoles             | Retirado            |
| Lory Del Santo            | 63 años | Personalidad de televisión, actriz, directora               | 1-78  | Povegliano Veronese | Eliminada           |
| Roger Balduino            | 29 años | Modelo                                                      | 1-74  | Erechim             | Retirado            |
| Marco Maccarini           | 45 años | Presentador de televisión, locutor de radio                 | 57-71 | Turín               | Eliminado           |
| Fabrizia Santarelli       | 29 años | Modelo, personalidad de televisión                          | 47-68 | Bari                | Eliminada           |
| Franco "Blind" Popi Rujan | 22 años | Rapero                                                      | 4-64  | Perugia             | Retirado            |
| Licia Nunez               | 44 años | Actriz                                                      | 22-64 | Barletta            | Retirada            |
| Guendalina Tavassi        | 36 años | Personalidad de televisión                                  | 11-64 | Roma                | Retirada            |
| Alessandro Iannoni        | 20 años | De licenciatura                                             | 1-64  | Roma                | Retirado            |
| Clemente Russo            | 39 años | Ex boxeador, personalidad de la televisión                  | 1-57  | Caserta             | Eliminado           |
| Laura Maddaloni           | 41 años | Judoka                                                      | 1-54  | Nápoles             | Eliminada           |
| Ilona Staller             | 70 años | Expolítica, ex actriz porno                                 | 1-43  | Budapest            | Eliminada           |
| Marco Senise              | 58 años | Conductor de televisión                                     | 22-40 | Roma                | Eliminado           |
| Gustavo Rodríguez         | 62 años | Ex pastor anglicano                                         | 1-33  | Buenos Aires        | Eliminado           |
| Jeremias Rodríguez        | 33 años | Modelo, personalidad de televisión                          | 1-29  | Buenos Aires        | Retirado            |
| Jovana Djordjevic         | 30 años | Modelo                                                      | 1-25  | Novi Sad            | Retirada            |
| Floriana Secondi          | 44 años | Personalidad de televisión                                  | 1-25  | Roma                | Eliminada           |
| Roberta Morise            | 36 años | Conductora de televisión                                    | 4-18  | Cariati             | Eliminada           |
| Silvano Michetti          | 75 años | Músico                                                      | 15-17 | Roma                | Expulsado           |
| Marco Melandri            | 39 años | Motociclista                                                | 1-15  | Ravena              | Eliminado           |
| Patrizia Bonetti          | 27 años | Modelo, influencer, personalidad de televisión              | 4-11  | La Habana           | Retirada            |
| Antonio Zequila           | 58 años | Actor, personalidad de televisión                           | 1-11  | Atrani              | Eliminado           |

### L'isola dei famosi 17(2023)
Presentadora: Ilary Blasi - Inicio de transmisión: 17 de abril de 2023 - Fin de transmisión: 19 de junio de 2023 - Apuestas: 10 - Días: 64 - Número de competidores: 18 - Premio mayor: 100 000 € - Columnistas: Enrico Papi, Vladimir Luxuria - Enviado: Alvin - Ubicación: Cayos Cochinos (Honduras)
La decimoséptima edición de L'isola dei famosi se emitió del 17 de abril al 19 de junio de 2023 con Ilary Blasi presentando por tercera vez consecutiva, flanqueada en el estudio por los comentaristas Enrico Papi y Vladimir Luxuria, y con la participación del corresponsal Alvin en conexión con Cayos Cochinos (Honduras).
Los 18 náufragos estuvieron en la isla durante 64 días, y Marco Mazzoli, ganó el premio final en metálico de 100 000 euros.
| Competidor              | Edad    | Profesión                                                         | Días  | Lugar de nacimiento | Estado              |
| ----------------------- | ------- | ----------------------------------------------------------------- | ----- | ------------------- | ------------------- |
| Marco Mazzoli           | 50 años | Locutor de radio                                                  | 1-64  | Milán               | Ganador             |
| Luca Vetrone            | 28 años | Modelo                                                            | 1-64  | Benevento           | Segundo clasificado |
| Andrea Lo Cicero        | 46 años | Presentador de televisión, exjugador de rugby                     | 1-64  | Catania             | Tercero clasificado |
| Pamela Camassa          | 38 años | Ex modelo, personalidad de la televisión                          | 1-64  | Césped              | Cuarta clasificada  |
| Alessandra Drusian      | 53 años | Cantante, integrante del dúo musical Jalisse                      | 1-64  | Oderzo              | Quinta clasificada  |
| Cristina Scuccia        | 34 años | Cantante, personalidad de televisión                              | 1-64  | Victoria            | Sexta clasificada   |
| Nathaly Caldonazzo      | 53 años | Actriz, corista, personalidad de televisión                       | 1-61  | Roma                | Eliminada           |
| Gian María Sainato      | 28 años | Influencer, modelo                                                | 16-61 | Saber               | Eliminado           |
| Helena Prestes          | 32 años | Modelo, estilista                                                 | 1-61  | San Pablo           | Eliminada           |
| Fabio Ricci             | 57 años | Cantante, integrante del dúo musical Jalisse                      | 1-50  | Roma                | Eliminado           |
| Corinne Cléry           | 73 años | Actriz                                                            | 1-43  | París               | Eliminado           |
| Christopher Leoni       | 36 años | Actriz, modelo                                                    | 1-36  | San Pablo           | Eliminado           |
| Paolo Noise             | 48 años | Locutor de radio, productor discográfico                          | 1-36  | Milán               | Retirado            |
| Fiore Argento           | 53 años | Actriz, estilista                                                 | 1-29  | Roma                | Retirada            |
| Alessandro Cecchi Paone | 61 años | Periodista, presentador de televisión, personalidad de televisión | 1-25  | Roma                | Retirado            |
| Simone Antolini         | 23 años | De licenciatura                                                   | 1-25  | Ascoli Piceno       | Retirada            |
| Marco Predolin          | 72 años | Presentador de televisión, locutor de radio                       | 1-16  | Borgo Val di Taro   | Retirado            |
| Claudia Motta           | 23 años | Influencer, modelo                                                | 1-16  | Velletri            | Retirada            |

## Audiencias
| Edición | Red de televisión | Año  | Estación           | Programación | Programación | Programación | Programación | Programación | Programación | Programación | Telespectadores | Porcentaje de audiencia | Estreno      | Estreno   | Final        | Final     | Galà         | Galà      |
| Edición | Red de televisión | Año  | Estación           | L            | M            | M            | G            | V            | S            | D            | Telespectadores | Porcentaje de audiencia | Espectadores | Compartir | Espectadores | Compartir | Espectadores | Compartir |
| ------- | ----------------- | ---- | ------------------ | ------------ | ------------ | ------------ | ------------ | ------------ | ------------ | ------------ | --------------- | ----------------------- | ------------ | --------- | ------------ | --------- | ------------ | --------- |
| 1       | Rai 2             | 2003 | verano-caer        |              |              |              |              |              |              |              | 6 357 000       | 26,98%                  | 4 324 000    | 20,84%    | 10 451 000   | 42,75%    | 6 573 000    | 25,69%    |
| 2       | Rai 2             | 2004 | verano-caer        | 7 479 000    | 32,73%       | 5 191 000    | 10 977 000   | 46,02%       | 5 085 000    | 23,15%       |                 |                         |              | 20,84%    |              |           |              |           |
| 2       | Rai 2             | 2004 | verano-caer        | 7 479 000    | 32,73%       | 5 200 000    | 10 977 000   | 46,02%       | 5 085 000    | 23,15%       | 25,43%          |                         |              |           |              |           |              |           |
| 3       | Rai 2             | 2005 | caer               |              |              | 7 643 000    | 35,25%       | 5 667 000    | 28,31%       | 9 513 000    | 42,53%          | 4 542 000               | 21,30%       |           |              |           |              |           |
| 4       | Rai 2             | 2006 | verano-caer        | 4 972 000    | 25,88%       | 4 489 000    | 24,42%       | 6 148 000    | 34,31%       | 4 064 000    | 18,97%          |                         |              |           |              |           |              |           |
| 5       | Rai 2             | 2007 | verano-caer        | 5 207 000    | 23,75%       | 5 073 000    | 24,11%       | 6 339 000    | 28,90%       | 4 067 000    | 19,25%          |                         |              |           |              |           |              |           |
| 6       | Rai 2             | 2008 | verano-caer        |              |              | 5 037 000    | 22,39%       | 3 894 000    | 19,09%       | 7 214 000    | 31,49%          | 4 916 000               | 20,85%       |           |              |           |              |           |
| 7       | Rai 2             | 2010 | invierno-primavera |              | 4 391 000    | 19,94%       | 4 171 000    | 19,53%       | 4 368 000    | 21,51%       | 3 054 000       | 13,88%                  |              |           |              |           |              |           |
| 8       | Rai 2             | 2011 | invierno-primavera |              | 3 908 000    | 15,70%       | 3 101 000    | 12,36%       | 4 842 000    | 21,90%       | 2 883 000       | 10,79%                  |              |           |              |           |              |           |
| 9       | Rai 2             | 2012 | invierno-primavera |              |              | 3 574 000    | 15,52%       | 3 311 000    | 13,43%       | 4 366 000    | 21,98%          | 2 847 000               | 11,33%       |           |              |           |              |           |
| 10      | Canale 5          | 2015 | invierno-primavera |              |              | 5 256 000    | 25,08%       | 6 275 000    | 20,66%       | 6 545 000    | 31,99%          | –                       | –            |           |              |           |              |           |
| 10      | Canale 5          | 2015 | invierno-primavera | 5 534 000    | 26,87%       | 5 256 000    | 25,08%       |              |              | 6 545 000    | 31,99%          | –                       | –            |           |              |           |              |           |
| 11      | Canale 5          | 2016 | invierno-primavera |              | 4 270 000    | 22,39%       | 4 430 000    | 23,44%       | 4 760 000    | 24,71%       |                 | –                       | –            |           |              |           |              |           |
| 12      | Canale 5          | 2017 | invierno-primavera |              | 4 000 000    | 20,96%       | 4 151 000    | 21,95%       | 4 253 000    | 24,58%       |                 | –                       | –            |           |              |           |              |           |
| 13      | Canale 5          | 2018 | invierno-primavera |              | 4 456 000    | 24,07%       | 4 565 000    | 25,46%       | 4 545 000    | 26,43%       |                 | –                       | –            |           |              |           |              |           |
| 14      | Canale 5          | 2019 | invierno-primavera |              |              |              |              | 2 820 000    | 16,39%       | 3 062 000    | 18,27%          | –                       | –            | 3 231 000 | 18,06%       |           |              |           |
| 15      | Canale 5          | 2021 | invierno-primavera |              |              |              | 3 067 000    | 18,30%       | 3 602 000    | 21,68%       | 3 317 000       | –                       | –            | 22,97%    |              |           |              |           |
| 16      | Canale 5          | 2022 | primavera-verano   | 2 500 000    | 19,20%       | 3 236 000    | 23,26%       | 2 575 000    | 23,30%       |              |                 | –                       | –            |           |              |           |              |           |
| 17      | Canale 5          | 2023 | primavera          |              |              | 2 515 000    | 19,51%       | 2 919 000    | 23,33%       | 2 378 000    | 21,10%          | –                       | –            |           |              |           |              |           |

## Programas relacionados

### Survivor
En febrero de 2001, el formato Survivor original se transmitió en Italia 1. El programa fue conducido por Benedetta Corbi, corresponsal de TG5, y Pietro Suber, activo en el mismo noticiero y corresponsal en la isla. El elenco está compuesto por concursantes VIP divididos en dos tribus, Kuna y Tolote, aislados durante 43 días en el archipiélago de Bocas del Toro frente a las costas de Panamá. Los participantes deben sobrevivir hasta que ganen el pozo de premios de 250 000 euros.

### Grand Hotel Chiambretti dall'Isola
Grand Hotel Chiambretti dall'Isola fue un programa de entrevistas que se emitió todos los martes por la noche en Canale 5 del 15 de marzo al 10 de mayo de 2016 durante nueve episodios presentado por Piero Chiambretti. Era el Spin-off del programa que conducía, era una suerte de dopo-isola en el que se comentaba el reality con los náufragos eliminados y los ex náufragos de pasadas ediciones. Fue el segundo programa (después de Quelli che il calcio), aparte de la propia L'isola dei famosi, en conectar en directo con los náufragos en once ediciones del reality show.

### Isola Party
Isola Party es una webserie italiana disponible en plataformas de Internet, transmitida en el portal Mediaset Infinity desde el 22 de marzo de 2021, con la conducción de Andrea Dianetti y Valeria Angione en la primera edición de 2021, en la segunda edición de 2022 la conducción ha pasado a Ignazio Moser y Valentina Barbieri, mientras que en la tercera edición de 2023 la conducción pasó a manos de Andrea Dianetti y Giorgia Palmas. El programa comenta los acontecimientos recientes en L'isola dei famosi.
El programa
El programa se emite en el portal Mediaset Infinity desde el 22 de marzo de 2021, con la conducción de Andrea Dianetti y Valeria Angione en la primera edición de 2021, la segunda edición de 2022 pasó la conducción a Ignazio Moser y Valentina Barbieri, mientras que en la tercera edición de 2023 la conducción pasó a manos de Andrea Dianetti y Giorgia Palmas. El programa comenta los acontecimientos recientes en L'isola dei famosi.
El programa es de género container, alternando momentos de lectura en Twitter con el hashtag oficial #isolaparty, con secciones como el club de lectura. En la primera edición de 2021 se emitió entre el horario de máxima audiencia de acceso y el horario central todos los lunes, jueves (2-11 episodios) y viernes (13-20 episodios) de 20:45 a 22:45. En la segunda edición de 2022 se emite entre el horario de máxima audiencia de acceso y el horario central todos los lunes y jueves de 20:30 a 22:30 horas. En la tercera edición de 2023 se emite entre el horario de máxima audiencia de acceso y el horario central todos los lunes de 20:00 a 22:00 horas (con la excepción del tercer episodio, emitido el martes y el noveno episodio, transmitido el viernes). Está muy lleno de invitados como los náufragos eliminados, náufragos de las pasadas ediciones y familiares de los náufragos, pero no solo, también rostros de la farándula, comentaristas y rostros influyentes en las redes sociales.
Ediciones
| Edición | Año  | Conducción      | Conducción         | Período             | Período             | Apuestas | Edición de L'isola dei famosi |
| Edición | Año  | Conducción      | Conducción         | Comenzar            | Fin                 | Apuestas | Edición de L'isola dei famosi |
| ------- | ---- | --------------- | ------------------ | ------------------- | ------------------- | -------- | ----------------------------- |
| 1       | 2021 | Andrea Dianetti | Valeria Angione    | 22 de marzo de 2021 | 7 de junio de 2021  | 20       | L'isola dei famosi 15         |
| 2       | 2022 | Ignacio Moser   | Valentina Barbieri | 21 de marzo de 2022 | 27 de junio de 2022 | 19       | L'isola dei famosi 16         |
| 3       | 2023 | Andrea Dianetti | Giorgia Palmas     | 17 de abril de 2023 | 19 de junio de 2023 | 10       | L'isola dei famosi 17         |

Programación
| Edición | Editor            | Año  | Estación          | Horas       | Programación | Programación | Programación | Programación | Programación | Programación | Programación | Colocación                            | Colocación      |
| Edición | Editor            | Año  | Estación          | Horas       | L            | M            | M            | J            | V            | S            | D            | Colocación                            | Colocación      |
| ------- | ----------------- | ---- | ----------------- | ----------- | ------------ | ------------ | ------------ | ------------ | ------------ | ------------ | ------------ | ------------------------------------- | --------------- |
| 1       | Mediaset Infinity | 2021 | primavera         | 20:45-22:45 |              |              |              |              |              |              |              | Acceso en horario de máxima audiencia | Horario central |
| 2       | Mediaset Infinity | 2022 | primavera- verano | 20:30-22:30 |              |              |              |              |              |              |              | Acceso en horario de máxima audiencia | Horario central |
| 3       | Mediaset Infinity | 2023 | primavera         | 20:00-22:00 |              |              |              |              |              |              |              | Acceso en horario de máxima audiencia | Horario central |

Encabezados
- El club de lectura
- Leyendo Twitter

### Il Punto Z
Il Punto Z fue un programa italiano, transmitido del 7 de abril al 9 de junio de 2021 en el portal Mediaset Infinity y del 8 de abril al 14 de mayo transmitido por televisión en Italia 1, presentado por Tommaso Zorzi. El programa comenta los hechos ocurridos recientemente en L'isola dei famosi.
Radiodifusión
| Año  | Editor            | Conducción    | Período            | Período            | apuestas | Edición de L'isola dei famosi |
| Año  | Editor            | Conducción    | Comenzar           | Fin                | apuestas | Edición de L'isola dei famosi |
| ---- | ----------------- | ------------- | ------------------ | ------------------ | -------- | ----------------------------- |
| 2021 | Mediaset Infinity | Tommaso Zorzi | 7 de abril de 2021 | 9 de junio de 2021 | 10       | L'isola dei famosi            |
| 2021 | Italia 1          | Tommaso Zorzi | 8 de abril de 2021 | 14 de mayo de 2021 | 27       | L'isola dei famosi            |

Programación
| Editor            | Año  | Estación  | Horas       | Programación | Programación | Programación | Programación | Programación | Programación | Programación | Colocación                            |
| Editor            | Año  | Estación  | Horas       | L            | M            | M            | J            | V            | S            | D            | Colocación                            |
| ----------------- | ---- | --------- | ----------- | ------------ | ------------ | ------------ | ------------ | ------------ | ------------ | ------------ | ------------------------------------- |
| Mediaset Infinity | 2021 | primavera | 20:45-21:50 |              |              |              |              |              |              |              | Acceso en horario de máxima audiencia |
| Italia 1          | 2021 | primavera | 18:13-18:17 |              |              |              |              | Preseral     |              |              |                                       |

Encabezados
- Lettura dei tweet
- Visualizzazione di gif e meme
- Golden Social
- Tommy Card

Juegos
En cada episodio un invitado VIP sorpresa tendrá que adivinar el número exacto de guisantes que contiene un tarro (re-propuesta con variante del juego de culto de las habas, lanzado por Raffaella Carrà en Pronto, Raffaella?).
Tema musical
El acrónimo elegido para el programa es Sugli sui bane bane e involucra a los rostros femeninos de L'isola dei famosi como Ilary Blasi, Iva Zanicchi y Elettra Lamborghini.

## Relaciones conL'isola dei famosien el mundo
Varias ediciones italianas han visto cruces particulares con algunas versiones internacionales del formato:
- Carmen Russo, que participó en la primera edición en 2003 y en la novena edición del formato italiano en 2012, participó y ganó Supervivientes 7 en 2006 ()
- Aída Yéspica, que en 2004 participó en la segunda edición y en 2012 en la novena edición del formato italiano, en 2006 participó en Supervivientes 7 ()
- Paola Caruso, que participó en la undécima edición del formato italiano en 2016, participó en Supervivientes 16 en 2017 ()
- Valeria Marini, quien en 2008 y 2018, respectivamente en la sexta y decimotercera edición, participó como estrella invitada del formato italiano, y en 2012 participó como competidora oficial en la novena edición del formato italiano, en 2021 participó en Supervivientes 20 ()